# マニー・パッキャオ
マニー・パッキャオ（Manny Pacquiao、1978年12月17日 - ）は、フィリピンのプロボクサー、政治家、元プロバスケットボール選手。ブキドノン州キバウェ出身。元WBC世界フライ級王者。元IBF世界スーパーバンタム級王者。元WBC世界スーパーフェザー級王者。元WBC世界ライト級王者。元WBA・WBO世界ウェルター級スーパー王者。元WBC世界スーパーウェルター級王者。世界6階級制覇王者。
パッキアオ、パキャオとも表記される。

## 来歴
- 1978年12月17日にフィリピン・ミンダナオ島中部のブキドノン州キバウェ（英語版）で母親と2度目の結婚相手との間に6人兄弟の4男として産まれる。一日一食の日もあるほど貧しい野菜農家であった。パッキャオが初等学校6年の時、父親が別の女性と不倫しているのを母親が見つけ両親が離婚[3]。母親が工場のパートタイムや野菜の路上販売で一家の家計を支えるようになる。パッキャオはミンダナオ島南部の南コタバト州ジェネラル・サントスの初等学校を卒業するが、貧困のため中等学校を中退し（後に2007年2月に高校卒業認定試験に合格している）[4]、家計を助けるため路上でフィリピンのパン「パン・デ・サル」や花や煙草を売っていた。建設作業員として働いていたこともある[5]。
- 2001年6月23日にIBF世界スーパーバンタム級王者のレーロホノロ・レドワバに挑戦者予定だった選手2人が相次いで怪我で欠場となった際、トレーナーのフレディ・ローチにパッキャオが代役として急遽抜擢され、KO勝ちで王座を奪取したことが、後に一試合で2,000万ドル（20億円）以上を稼ぐ名ボクサーへの大きな一歩となった。
- 2010年に当選してから2期連続でフィリピン議会の下院議員を務め、2016年からは上院議員を1期務めていた。2022年にはフィリピン大統領選挙に出馬したが落選した。

## 評価
- 全盛期には、強豪が相手でも果敢に打ち合いに挑みKOを狙うハードパンチャーで、スピードとスタミナに優れリングを縦横無尽に動いて手数で圧倒する試合スタイルだったが、晩年は運動量が減り全盛期ほどの鋭い踏み込みや迫力のある連打は見られなくなり、2009年11月のミゲール・コット戦以降の9年間KO・TKO勝利が無かったことなど決定力と爆発力に陰りをみせた。スーパーフェザー級時代までは鋭く踏み込んでからの左ストレート、ラッシュをメインとしていたが、階級をライト級に上げて以降は右リードジャブ、右フック、フットワークも習得した。
- ライトフライ級でデビュー以来、次々と階級を上げながらスーパーウェルター級までの11階級を渡り歩き、その過程で幾多の名王者・名選手を撃破した、ボクシング史上2人目、史上最多タイ記録となるメジャー世界タイトル6階級制覇王者である。
- ただし、ウェルター級世界王座とスーパーウェルター級世界王座を獲得した試合は階級の規定体重による試合ではなくキャッチウェイト契約で行われたため、正規の体重ではないことから複数階級制覇記録を疑問視する声は世界的にある[6]。
- 上述のような経緯を経てフライ級、スーパーバンタム級、スーパーフェザー級、ライト級、ウェルター級、スーパーウェルター級で計6階級のメジャー世界タイトル（WBA、WBC、IBF、WBO）を獲得してきたが、その他にもフェザー級ではマルコ・アントニオ・バレラ、スーパーライト級ではリッキー・ハットンという、対戦当時はメジャー4団体王座を保持していないながらも世界最強と目された選手に勝利してリングマガジン王者に認定されているため、これらの2階級を加えて海外メディアでは8階級制覇王者として評価・紹介されることが多い。
- パッキャオが評価されている最大の理由は、史上2人目のメジャー世界タイトル6階級制覇という数字よりも、世界タイトルにこだわるのではなくビッグマッチを優先させ、一流の強豪選手・人気選手を幾多の階級にわたって撃破してきた点にある。
- HBOのPPV放送でメインイベントを務めた初のアジア人ボクサーであり、2009年11月14日のミゲール・コット戦でアジア人ボクサー史上最高額となる1試合2千万ドル以上のファイトマネーを獲得[7]。2015年のフロイド・メイウェザー・ジュニア戦では1億5千万ドル（約184億円）のファイトマネーを稼いだ。
- 母国フィリピンでは英雄的存在で非常に人気が高く、4階級制覇を達成した2008年6月29日のデビッド・ディアス戦のフィリピンでのテレビ視聴率が63.8%を記録[8]、2008年12月6日のオスカー・デ・ラ・ホーヤ戦のフィリピンでのテレビ視聴率は45.6%を記録[9] 、2015年5月2日のフロイド・メイウェザー・ジュニア戦では、フィリピンのテレビ局3局が同時中継し、3局合計で46.9%の視聴率を記録した（各局の視聴率は、ABS-CBNが24%、GMAネットワークが20.4%、TV5が2.5%）[10]。

## アマチュア時代
ブルース・リーとモハメド・アリを見て格闘技に興味を持ち、マイク・タイソンの試合をきっかけに12歳頃からボクシングを始めると、週末に広場で開かれる草ボクシングの試合に出場して少額の金を稼ぐようになる。14歳の時マニラへ出稼ぎに出た際に本格的にボクシングを始め、しばらく路上で寝泊まりしながらトレーニングを積んだ後に、フィリピンナショナルアマチュアボクシングチーム入りを果たすと政府から住居と食事の保証を受けるようになった。アマチュアボクシングでの戦績は64戦60勝4敗だが、オリンピックや世界選手権などの国際大会での実績や、東南アジア競技大会などの東南アジア地区大会での実績も無い。

## プロボクサーとして
1995年1月22日、16歳1か月でライトフライ級にてプロデビュー戦、パッキャオは体重がミニマム級の上限体重105ポンドにすら届かない98ポンドしか無かったためポケットに鉄の重りを忍ばせ106ポンドで計量をパスした。デビュー戦のファイトマネーはわずか2ドル(100ペソ)だった。
1996年2月9日、12戦目となるルスティコ・トーレカンポ戦でパッキャオは3回KO負けで初敗北を喫する。パッキャオは計量を体重オーバーで失格し、体重超過の罰則で重いグローブを着用し試合に挑んでいた。この試合まではライトフライ級からバンタム級の間を行き来して試合を行っていたが、この敗戦以降はフライ級で試合を行った。

### フライ級
1997年6月26日、21戦目でチョックチャイ・チョクビワット（タイ）からOPBF東洋太平洋フライ級王座を5回KOで獲得。パッキャオが獲得した初のタイトルは日本にも馴染みが深いOPBF王座だった。OPBF東洋太平洋王座は1度防衛後返上している。
1998年5月18日、24戦目は東京都の後楽園ホールで日本ランカーの寺尾新（八王子中屋ジム）とノンタイトル戦を行い1回KOで下している。この試合はパッキャオが来日して日本人ボクサーと対戦をした唯一の試合で、深夜にTBSテレビにて放送され、解説の白井義男（故人）は「パンチが重い」と、まだ無名だったパッキャオの実力を評価していた。
1998年12月4日、25戦目で初となるメジャー団体世界タイトルへ挑戦、WBC世界フライ級王者チャッチャイ・ダッチボーイジム（タイ）を8回KOで下し、王座を獲得した。
1999年9月17日、メッグン・3Kバッテリー（タイ）戦、2度目の防衛戦になるはずだったが、パッキャオは前日計量で体重超過、計量失格で王座を剥奪され、試合も3回KO負けを喫した。

### スーパーバンタム級
メッグン・3Kバッテリー戦の敗北後、スーパーバンタム級まで一気に3階級上げ、WBCインターナショナル王座を獲得、これを5度防衛。
2001年6月23日、22歳でラスベガスのMGMグランド・ガーデン・アリーナで行われたオスカー・デ・ラ・ホーヤの試合の前座にて、IBF世界スーパーバンタム級王者レーロホノロ・レドワバ(南アフリカ)と対戦、レドワバから3度ダウンを奪い、6回TKO勝ちで2階級制覇を達成した。この試合は当初、元王者エンリケ・サンチェスがレドワバと対戦予定だったが試合の2週間前に欠場が決まり、急遽代役としてパッキャオにチャンスが巡ってきた試合であった。また、この試合から名トレーナーのフレディ・ローチから指導を受け始めた。同王座を4度防衛。
2002年8月20日、ハワイ州のホノルルで、ジェリー・ペニャロサ vs 田中聖二の前座で元WBA世界スーパーバンタム級王者のヘスス・サルードと3ラウンドのエキシビションで対戦し判定勝ち収めた。

### フェザー級

#### vs バレラ 第1戦
2003年11月15日、階級をフェザー級に上げテキサス州サンアントニオのアラモドームにてメキシコのスター選手、マルコ・アントニオ・バレラ（メキシコ）と対戦。下馬評ではバレラが賭けのオッズで1対4と有利だったが、左ストレートを武器にバレラのガードを破り3回と11回にダウンを奪い、11回TKO勝ちでリングマガジン世界フェザー級王者となった。この番狂わせで評価と注目を獲得した。

#### vs マルケス 第1戦
2004年5月8日、ラスベガスのMGMグランド・ガーデン・アリーナにてWBAスーパー・IBF世界フェザー級統一王者のファン・マヌエル・マルケス（メキシコ）と対戦。パッキャオは1ラウンドに3度ダウンを奪ったが、1ラウンド以降ダウンのダメージからマルケスが回復、カウンター主体のマルケスに猛反撃を受け、ジャッジ三者三様の12回引き分け判定となった。ジャッジ3人のスコアは、115-110でパッキャオ勝利が1人、115-110でマルケス勝利が1人、113-113で引き分けが1人であった。しかし試合後113-113をつけたジャッジが1ラウンドのスコアを10-6につけるところを誤って10-7とつけてしまったと認めている。もしその113-113をつけたジャッジが他の2人のジャッジと同じように1ラウンドを10-6とつけていた場合、2-1のスプリットデシジョンでパッキャオが勝っていたことになる。試合の観衆は7,129人、マルケスは50万ドルのファイトマネーを獲得した。

### スーパーフェザー級

#### vs モラレス 第1戦
2005年3月19日、階級をスーパーフェザー級に上げ、MGMグランド・ガーデン・アリーナにて元3階級王者エリック・モラレス（メキシコ）と対戦。パッキャオは、5回に偶然のバッティングで右目尻をカットしてしまう。その後も善戦するがジャッジ3者共に113-115の2ポイントの僅差でモラレスを支持、パッキャオは0-3で12回判定負けを喫した。この試合はPPVを35万件売り、1570万ドルの売上げ、モラレスは275万ドル、パッキャオは175万ドルのファイトマネーを獲得した。
2005年9月10日、ロサンゼルスのステイプルズ・センターにてWBCインターナショナルスーパーフェザー級王座決定戦でヘクトール・ベラスケス（メキシコ）に6回TKOで勝利する。同じ興行で試合をしたエリック・モラレスがザヒール・ラヒームにまさかの12回大差判定負けを喫する。

#### vs モラレス 第2戦
2006年1月21日、ラスベガスのトーマス&マック・センターにてエリック・モラレスと再戦、10回TKO勝ちでリベンジを果たす。この試合はPPVを36万件売り、1620万ドルの売上げ、モラレスは175万ドル、パッキャオは200万ドルのファイトマネーを獲得した。
2006年7月2日、フィリピン、ケソンのアラネタ・コロシアムでWBCインターナショナル王座の防衛戦、この試合のために階級を2階級上げた元スーパーバンタム級王者オスカー・ラリオス（メキシコ）と対戦、2度のダウンを奪ったパッキャオが3-0で12回大差判定勝利し防衛に成功した。この試合以降パッキャオは主戦場をアメリカへ完全に移したため、この試合が母国フィリピンでの最後の試合となった。

#### vs モラレス 第3戦
2006年11月18日、トーマス&マック・センターにてエリック・モラレスとのラバーマッチ、終始モラレスを圧倒し続け3回KO勝利、ライバルとの決着をつけた。試合の観衆は18,276人。この試合はPPVを35万件売り、1750万ドルの売上げ、ファイトマネーはモラレスが275万ドル、パッキャオが300万ドルを獲得した。

#### vs バレラ 第2戦

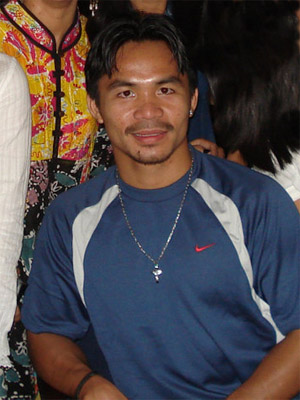
2007年

2007年10月6日、ラスベガスのマンダレイ・ベイ・イベント・センターにてマルコ・アントニオ・バレラとの再戦で3-0の12回大差判定勝ち。ジャッジのスコアは2人が118-109、後の1人は115-112。試合前からこの試合で現役引退することを表明していたバレラに引導を渡した（しかしバレラは13か月後に現役復帰）。

#### vs マルケス 第2戦
2008年3月15日、マンダレイ・ベイ・イベント・センターにてファン・マヌエル・マルケスと4年半ぶりに再戦、3回にダウンを奪うがマルケスの猛反撃もあって初対決時を上回る激闘の末、2-1の12回判定勝ち。試合を通じてはマルケスのパンチヒット率が上回るなど非常に僅差の割れた判定となった。ジャッジのスコアは、115-112でパッキャオ勝利が1人、115-112でマルケス勝利が1人、114-113でパッキャオ勝利が1人。パッキャオはWBC・リングマガジン世界スーパーフェザー級王者となり、アジア人として初のメジャー王座3階級制覇を達成した。試合の観衆は11,061人、マルケスは150万ドル、パッキャオは300万ドルのファイトマネーを獲得した。

### ライト級

#### vs ディアス
2008年6月29日、マンダレイ・ベイ・イベント・センターにてデビッド・ディアス（米国）と対戦、初回から一方的に攻め続けて9回KO勝利、WBC世界ライト級王座を獲得すると共にアジア人として初のメジャー王座4階級制覇を達成。この試合はPPVを25万件売り、1250万ドルの売上げ、ディアスは85万ドル、パッキャオは300万ドルのファイトマネーをそれぞれ獲得、試合の観衆は8,362人、フィリピンでのテレビ視聴率は63.8% であった。

### ウェルター級

#### vs デ・ラ・ホーヤ
2008年12月6日、29歳でMGMグランド・ガーデン・アリーナにて階級を2階級上げてオスカー・デ・ラ・ホーヤとウェルター級契約のノンタイトル12回戦で対戦。現役屈指の人気と実力を兼ね備えた選手同士、加えて両者の体格差から実現することは不可能と思われていた対決とあって「The DREAM MATCH（夢の対決）」と銘打たれていたが、ミドル級も制したデラホーヤに対してパッキャオはライトフライ級上がりということもあり、多くのボクシング関係者やファンが「試合自体が無謀で、勝負にならない。デラホーヤが勝つに決まっている」という見解を示し、両者との対戦を希望している近隣階級のボクサー達からは「2人とも大金に目が眩んだから、こんな馬鹿げた試合が決まったんだ」といった批判もあった。試合前の予想ではブックメーカーの賭け率で1.5対2.5とデ・ラ・ホーヤが僅差で有利だったが、試合が始まると、第1Rから精彩を欠く動きのデラホーヤ相手にパッキャオが主導権を握り、一方的な攻勢の末に8R終了時TKO勝ちを収めた。パッキャオは1,100万ドル以上のファイトマネーを獲得、フィリピンの視聴率は45.6% を記録した。この試合は2008年のリングマガジン アップセット・オブ・ザ・イヤーに選出された。
2008年末は表彰ラッシュとなり、フィリピンの「PSA Sportsman of the Year」を受賞。さらにWBC「Boxer of the Year」、Yahoo!スポーツ「Fighter of the Year」、スポーツ・イラストレイテッド「Boxer of the Year」 を受賞した。

### スーパーライト級

#### vs ハットン
2009年5月2日、MGMグランド・ガーデン・アリーナにてリッキー・ハットンと対戦。戦前はデ・ラ・ホーヤ戦勝利の勢いがあるパッキャオに期待が高まる一方で、「パッキャオがデ・ラ・ホーヤに勝てたのはデ・ラ・ホーヤが不調だったからだ」という意見に加えて、スーパーライト級で全勝を誇るハットンのファイトスタイルがプレッシャーと打たれ強さを活かしたスタイルであるため、下の階級から上げてきたパッキャオが不利と予想する専門家やファンも多かった。だが、試合は1Rからパッキャオが2度のダウンを奪い、2R終盤に左のカウンター一撃で痛烈なKO勝ちをし、IBO王座並びにリングマガジン世界ライトウェルター級王座を獲得した。パッキャオは1,200万ドルのファイトマネーを獲得。この試合は2009年のリングマガジン ノックアウト・オブ・ザ・イヤーに選出された。

### ウェルター級

#### vs コット
2009年11月14日、MGMグランド・ガーデン・アリーナにてWBO世界ウェルター級王者ミゲール・コットと対戦、試合はウェルター級の規定体重147ポンドでは無く145ポンドのキャッチウェイトで行われた。試合は、パッキャオが3Rに右フックで、4Rに左アッパーで2度のダウンを奪うとその後は一方的になり、12Rにコットがロープ際に詰められたところでレフェリーが試合をストップ、パッキャオは12RTKO勝ちを収め、WBOスーパー王座とWBCが新設したダイヤモンド王座を獲得、5階級制覇を達成した。この試合はPPVを125万件売り、7,000万ドルの売上げ、試合の観衆は15,930人で8,847,550ドルのチケット売上げがあり、ファイトマネーはコットが1,200万ドル、パッキャオが2,200万ドルを獲得した 。

#### vs クロッティ

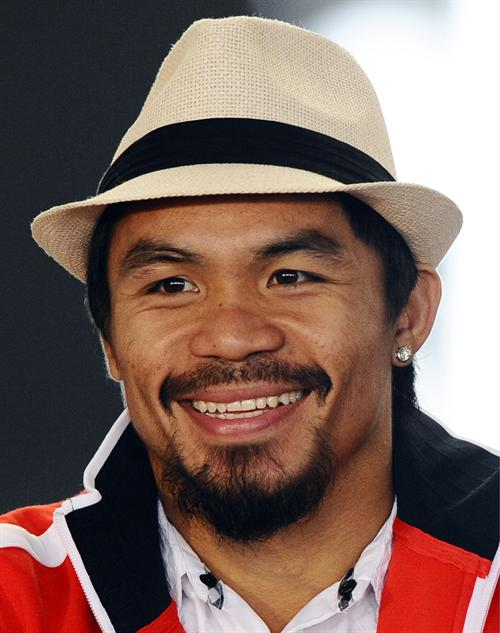
2010年

2010年3月13日、テキサス州のカウボーイズ・スタジアムにてジョシュア・クロッティ（ガーナ）を相手に初防衛戦を行った。この試合でパッキャオは自己最高数となる合計1231発ものパンチを放つが、多くが防御に徹するクロッティの堅いガードに阻まれてしまい、届いたパンチは246発に留まった。クロッティは399発のパンチを放ち108発を命中させた。手数で試合を支配したパッキャオがフルマークが付く12回大差判定勝ちで初防衛に成功、ジャッジのスコアは120-108、119-109、119-109で3者共にパッキャオであった。試合後フィリピンに帰国したパッキャオは引退の可能性を口にした。この試合はPPVを70万件売り、3,520万ドルの売上げた。試合の観衆は当初は50,994人と発表されていたが、無料チケットで招待されたスポンサーやメディア関係者を含む41,843人と訂正された。その内チケット購入者は36,371人で6,359,985ドルのチケット売上げがあり、クロッティは245万ドル、パッキャオは1,500万ドルのファイトマネーを獲得した。

### スーパーウェルター級

#### vs マルガリート
2010年5月、フィリピンの下院議員で初当選を果たす。
2010年11月13日、31歳でテキサス州のカウボーイズ・スタジアムでアントニオ・マルガリート（メキシコ）とWBC世界スーパーウェルター級王座決定戦で対戦。試合はスーパーウェルター級の規定体重154ポンドを4ポンド下回る150ポンドのキャッチウェイトで行なわれた。当初、試合の開催予定地はネバダ州ラスベガス及びカリフォルニア州で検討されていたが、マルガリートが不正石膏バンテージ問題を理由にボクサーライセンス交付を拒否されてしまう。そのためライセンス交付が許可されたテキサス州での開催となった。試合前には5月の下院選挙に当選して以来、国会議員としての仕事が多忙となり、練習に集中できていないパッキャオの様子が報道されていた。両選手の体格差が注目された試合でもあった、試合前日の計量時でパッキャオの144.6ポンドに対しマルガリートは150ポンドで5.4ポンドの差であったが、試合当日にはさらに差が広がりパッキャオの148ポンドに対しマルガリートは165ポンドと17ポンド（約8kg）もの体重差があった、身長もパッキャオの168cmに対してマルガリートは180cmで12cm差 があり、両選手の体格差が大きいため試合前には心配する声も挙がっていた。試合は6Rと8Rにマルガリートの強烈なボディをもらいぐらつく場面があったが、パッキャオは序盤から試合を通してスタミナを切らすことなく圧倒的なスピード差でパンチを打ち続け、終盤にマルガリートをKO寸前に追い込んだ末3-0で12回大差判定勝ちを収め、史上2人目となるメジャー6階級制覇を達成した。ジャッジのスコアは120-108、118-110、119-109で3者共にパッキャオ だった。試合後には、一方的な試合となったのにもかかわらず試合を止めなかったレフェリーとマルガリートのセコンドへの批判が噴出した。パッキャオは試合中にパンチを打ちながら何度もレフェリーのローレンス・コールの方を向き「マルガリートの目を見てくれ」、「マルガリートの傷を見てくれ」と試合をストップするよう促していたが、試合後にも「マルガリートは酷い状態だった、レフェリーに試合をストップして欲しかった、彼に一生回復不能なダメージを負わせたく無かった」と話した。フレディ・ローチも「マルガリートのセコンドは最悪だった、彼らが試合をストップしなかったのでマルガリートのボクシングキャリアは恐らくお終いだろう、彼は二度と試合が出来ないかもしれない、余計なパンチをもらい過ぎた」とマルガリートのセコンドが試合をストップしなかったことを批判した。マルガリートの右目はパッキャオのパンチのダメージにより9Rまでにはほぼ塞がっており、試合後の記者会見に出席せず救急車で病院へ直行、右目の眼窩底骨折と白内障と診断された。眼窩底骨折は手術で回復したが、白内障は非常に重症で一時は引退も考慮された。その後、2度に渡る人工レンズ挿入手術やレーザー治療を受け一旦は引退の危機を回避したものの、この怪我が原因となりこのあと1試合をして引退した。この試合はPPVを115万件売り、6,400万ドルの売上げ、試合の観衆は無料チケットで招待されたスポンサーやメディア関係者を含め40,154人、その内チケット購入者は30,437人で、5,404,760ドルのチケット売上げがあり、マルガリートは300万ドル以上、パッキャオは1,500万ドル以上 のファイトマネーを獲得した。
また、試合直前のロッカールムでマルガリートのセコンドがマルガリートにHydroxycutを与えようとしていたのをローチの同僚のビリー・キーンが発見、Hydroxycutは禁止成分マオウを含む禁止薬物であったため、ローチはテキサス州ボクシング監査機関へ即時の尿検査実施を訴えた。試合前の公開練習ではマルガリートとブランドン・リオスがフレディ・ローチのパーキンソン病をからかったことが問題(映像)になるなど試合前後を通していくつかの騒動がみられた。

### ウェルター級

#### vs モズリー
2011年5月7日、MGMグランド・ガーデン・アリーナで、元3階級制覇王者シェーン・モズリー（アメリカ）と2度目の防衛戦。3回に得意の左ストレートでダウンを奪った後はモズリーがパッキャオの強打を恐れ逃げ続ける展開となり、3-0の12回大差判定勝ち2度目の防衛に成功、ジャッジのスコアは119-108、120-108、120-107で3者共にパッキャオであった。10回にモズリーのプッシュでパッキャオがキャンバスへ尻餅をついたのをレフェリーのケニー・ベイレスはダウンと誤審をしてしまいダウンカウントを取った、しかし3人のジャッジはそれをダウンと見なさず10回の採点をパッキャオ支持につけている。試合後そのシーンのリプレイを見直したケニー・ベイレスはローチへ謝罪した。ローチはパッキャオが逃げ回るモズリーを追い切れなかった理由として4回にパッキャオが足を負傷していたことをあげ、「モズリーは生き残ろうとしているだけで試合に勝つ気がなかった、そうなったらボクシングの辞め時だ」とモズリーの試合スタイルを批判した。両選手が試合で放ったパンチ数はパッキャオの522発に対してモズリーは260発であった。この試合でモズリーは500万ドル、パッキャオは2000万ドルのファイトマネーを獲得した。

#### vs マルケス 第3戦
2011年11月12日、MGMグランド・ガーデン・アリーナで3度目の防衛戦。2階級下のWBAスーパー・WBO世界ライト級王者のファン・マヌエル・マルケスとウェルター級の規定体重147ポンドを3ポンド下回る144ポンド契約のキャッチウェイトで対戦。試合前の予想は、過去2戦(1勝1分)は接戦だったものの、それ以降パッキャオが強豪相手にライト級からスーパーウェルター級までを制覇しているのに対して、マルケスはライト級を主戦場にしておりスーパーライト級以上の階級での試合経験は一度しかなく、その時もメイウェザーに一方的に敗れており、また年齢も32歳のパッキャオに対してマルケスは38歳であったことなどから、パッキャオ圧倒的有利の下馬評で、オッズもパッキャオが1対7 で圧倒的有利と予想されていた。試合はマルケスの巧みなカウンターに大苦戦を強いられ、5回と9回に激しく打ち合う場面が見られたがお互い最後までダウンのない接戦の末、2-0（114-114、115-113、116-112）の僅差判定勝ちでパッキャオが辛くも3度目の防衛に成功した。しかし、判定が告げられると会場の観客からブーイングが起こり、リングにビンが投げられるなど判定に不満の声が多くあがり、この試合を生中継したHBOの解説者も採点を116-112とつけマルケスの勝利を支持した。リングマガジン公式ウェブサイトの統計でも、リングサイドに陣取った20人のメジャー媒体の記者のうち12人がマルケス勝利、ドローが7人、パッキャオ勝利と付けたのはBoxing Digestの記者1人だけであった。さらにリングサイドで見ていたフィリピン人ボクシングライターも「僅差ながらパッキャオの負けだった」と発言した、デイリーニューズの記者も116-112でマルケスの勝ちと採点し、「盲目なジャッジあるいは不正をしたジャッジによってマルケスの勝ちが盗まれた」と判定を批判した。なお、試合を通しての当てたパンチの数は、マルケスが436発中138発命中、パッキャオは578発中176発命中とパッキャオが上回っている。また強打の数でも僅差ながらパッキャオが上回っていた。試合後マルケスは「対戦相手と一緒に3人のジャッジとも戦わなければならなかったのは厳しかった」とジャッジの採点に不満を漏らした。この試合でマルケスは500万ドル、パッキャオは2200万ドルのファイトマネーを獲得した。この試合は年末にリング・マガジン読者の投票により『年間最高“判定を盗まれた”試合』（不当判定試合）に選ばれている。

#### vs ブラッドリー　第1戦
2012年6月9日、MGMグランド・ガーデン・アリーナで1階級下のWBO世界スーパーライト級王者ティモシー・ブラッドリー（アメリカ）の挑戦を受けた。試合前のオッズは1対5でパッキャオ有利と出ていた。序盤はパンチのヒット率で上回るパッキャオが優勢に試合を進め、左ストレートを時折クリーンヒットさせるが決定的なダメージを与えられず試合終盤にはスタミナが切れ失速した。一方のブラッドリーも巧みなディフェンスを披露するものの、決定打を打てないまま試合を終えた。試合を通してのパンチの統計は、パッキャオが751発のパンチを放ち253発命中(ヒット率34%)、ブラッドリーが839発のパンチを放ち159発命中(ヒット率19%)、強いパンチの比較はパッキャオの190発に対してブラッドリーは108発であった。試合結果は115-113でジャッジ1人がパッキャオを支持、113-115でジャッジ2人がブラッドリー支持、1-2でパッキャオの12回僅差判定負けとなり4度目の防衛に失敗し王座から陥落した。判定が告げられた瞬間、場内に大ブーイングが発生した。この不可解な判定に対する批判は多く、「ボクシング史上最悪な判定の一つ」と評する声もあり、多くのボクシング関係媒体はパッキャオの大差〜中差判定勝ちとスコアをつけた(試合のスコアカード)。両者のプロモーターであるトップランク社のボブ・アラムは「ブラッドリーは讃えたいが、ボクシングに関わってこんな恥ずかしい思いをしたのは初めてだ。ジャッジは採点の仕方を知らないとしか言いようがない」「今日の試合は接戦ではない（明白なパッキャオの勝ちだった）」と激怒した。試合を放送したHBOの非公式ジャッジを務めたハロルド・レーダーマンとリングサイドに座ったESPN.comの記者はともに119-110でパッキャオの勝ちと採点。アラムは、ブラッドリーのマネージャーであるキャメロン・ダンキンですらも116-112でパッキャオ勝利と採点し、ブラッドリー本人からもリング上で公式採点が発表される前に「精一杯やったけど勝てなかった」 と告げられたと、報道陣に話した。(しかし、この報道を見たブラッドリーは「絶対にそんなことは言わなかった。自分が勝ったと思ったのに、勝てなかったなんて言うわけ無いだろう」とアラムの話を否定。キャメロン・ダンキンも「このようなことは絶対に発言していない。僅差だが115-113でブラッドリーが勝っていた」と激怒してアラムに猛抗議した)。なお、ブラッドリーが勝利した場合、11月10日に再戦を行うことが事前に契約で結ばれていたこともあり、ブラッドリーは試合前の記者会見において再戦をアピールするために「俺が今回の試合で勝つことは間違いないから、もう第2戦に備えてこれを作ったよ」と言って「11月10日 会場: MGMグランド・ガーデン・アリーナ ブラッドリーvsパッキャオ 第2戦」と書かれた宣伝ポスターを独自に作成、さらに独自に作成した第2戦のリングサイド特大チケットを妻にプレゼントするなどのパフォーマンスを行っていた。ライバルのフロイド・メイウェザーが6月1日に暴行罪で収監されたこともあり、パッキャオの今後の相手候補が枯渇し始めていたなかでこの試合を迎えたため、ESPN解説者のテディ・アトラスは「再戦をビッグビジネスとするために、ジャッジの誤り以外に別の意思が働いたのではあるまいか」とまで語っている。ブラッドリーは試合後の記者会見に車イスで現れ、2ラウンドにレフェリーのロバート・バートの足を踏んだとき足首を負傷したと語っていたが、その後レントゲン撮影で右足をねんざ、左足は骨折していたことが判明している。
2012年6月21日、WBOは国際ジャッジ5人によるビデオ検証の結果、5人全員がパッキャオ勝利を支持したことを発表。しかしWBOに判定を覆す権限がないため再戦を促した。

#### vs マルケス 第4戦
2012年12月8日、MGMグランド・ガーデン・アリーナにて、ウェルター級契約で1階級下のWBO世界スーパーライト級王者ファン・マヌエル・マルケスと4度目の対戦。WBOはこの試合の勝者に特別なチャンピオンベルト「Champion of the Decade（過去10年間で最高の世界王者）」を授与することを発表した、WBCもダイヤモンド王座を授与したいと申し出たが、マルケスは「チャンピオンシップがダイヤモンドであろうがゴールド、シルバーであろうが私にとって重要ではない」とダイヤモンド王座が懸けられることを拒否した。試合は序盤からパッキャオが手数を出し積極的に攻めたが、3回にマルケスの右のロングフックでダウンを奪われる。5回には逆に左ストレートのカウンターでマルケスからダウンを奪い、そこから両者激しい打撃戦に突入。徐々にパッキャオがペースをつかみ始めるが、6回終了間際、マルケスの強烈な右フックのカウンターでダウンし6回2分59秒KO負けとなり再起に失敗した。このダウンはパンチを食らった瞬間、前のめりに顔から崩れ落ち失神し痙攣するという壮絶なもので、それをリングサイドで目の当たりにした妻がショックのあまり取り乱して泣き叫ぶ姿が画面に映し出された。試合終了時のジャッジの採点は47-46で3者共に1ポイント差でパッキャオ支持だった。試合後、パッキャオは「私の不注意だった、マルケスは簡単な相手ではなかった」と語ったが、半年ほどたったインタビューでは「試合は私が支配していた、あれは単なるラッキーパンチだ」と答えている。フレディ・ローチは最後の場面を、パッキャオがマルケスの足を誤って踏んでしまい、マルケスが足を引き抜いたためパッキャオがバランスを崩し、マルケスの右ストレートをモロに喰らうタイミングになってしまったと語っている。この試合でマルケスは600万ドル、パッキャオは2600万ドルのファイトマネーを獲得、フィリピンでのテレビ視聴率は37.8% であった。
フィリピンへ帰国後、テレビ取材の時にパッキャオの手が震えていたことを理由に、フィリピンの医師からパーキンソン病の初期症状が見られると進言された。その後パッキャオ陣営の抗議を受け、医師は見解が間違っている可能性もあると訂正した。フレディ・ローチはこの件について、自身がパンチのダメージでパーキンソン病を患ってしまった経験から、パッキャオがトレーニングに復帰した際には、病気の初期症状が見られないか、特にフットーワーク時の足の震えについて注視したいとした。
この試合はマルケスのドーピング薬物使用が疑われた試合でもあった。昨今のスポーツ界及びボクシング界に蔓延するドーピング問題を背景に、試合前から、マルケスの39歳にして破格なほどビルドアップされた体、元ステロイドの売人であるアンヘル・ギレルモ・ヘレディアを陣営に迎えたことなどに疑惑の目が向けられ、試合後もマルケス勝利を称える報道と同等かそれ以上にマルケスのドーピング薬物使用疑惑がメジャーなマスメディア媒体等で報道された。その後、両選手は共にネバダ州のドーピング薬物検査をクリアしたが、プロモーターのボブ・アラムはパッキャオvsマルケス第5戦が行われる場合、今回より厳しい抜き打ちによるドーピング薬物検査を行いたい意向を示した。

#### vs リオス
2013年11月23日、マカオのザ・ベネチアン・マカオ内、コタイ・アリーナに観客13,101人を動員 してウェルター級契約で、元WBA世界ライト級王者のブランドン・リオスと対戦。
パッキャオがアメリカ国外で試合をするのは2006年以来7年ぶりとなった。また34歳になったパッキャオの消耗を心配したフレディ・ローチは、1週間のトレーニング日を6日から5日に減らして試合に臨んだ。アメリカの時間に合わせてスケジュールが組まれたことでPPVカードの第一試合はマカオ時間の朝10時に開始され、試合は3-0（120-108、119-109、118-110）の大差判定勝ちを収め、WBOが新たに設置したWBOインターナショナルウェルター級王座獲得に成功した。この試合でパッキャオに1100万ドルのファイトマネーとMPプロモーションに700万ドルが支払われた。

##### セコンド同士の乱闘騒動
試合3日前の水曜日に起きたセコンド同士による乱闘騒動。試合開催地のマカオには練習場所が一ヶ所しかなく、パッキャオとリオスは同じ場所で練習していた。パッキャオのトレーナーであるフレディ・ローチが午前11時に練習場所に到着すると、リオスはまだ練習をしており、リオスのトレーナーのロベルト・ガルシアはリングに腰をかけマスコミから取材を受けていた。ローチは練習場からすぐに出て行くようガルシアに求め、ガルシアは3分だけ待って欲しいと返答するが、これに癇癪を起こしたローチがいきなり汚い言葉を使ってしまったことで乱闘騒動に発展した(映像)。パッキャオがマルガリートと試合をしたとき、リオスがローチのパーキンソン病を馬鹿にするようなモノマネをし、それを見てロベルト・ガルシアが笑っていたことをローチが根に持っていたことが乱闘騒動につながったと伝えられた。

#### vs ブラッドリー 第2戦
2014年4月12日、MGMグランド・ガーデン・アリーナでWBO世界ウェルター級王者ティモシー・ブラッドリーと第2戦目となる再戦を行い、3-0（118-110、2者が116-112）の判定勝ちを収め2年振りの王座返り咲きに成功した。試合後、ブラッドリーは2ラウンドにふくらはぎを痛めたことで、足を止めて一か八か強打を振るうしかなかったことを明かした。また、2009年にミゲール・コットを倒して以来5年近く、KO・TKO勝利から遠ざかっていたことで、パッキャオはスーパーライト級へ階級を下げることを示唆した。
2014年8月4日、シンガポールの総合格闘技団体「ONE FC」の株式を購入し共同オーナーとなった。

#### vs アルギエリ
2014年11月23日、マカオのザ・ベネチアン・マカオ内、コタイ・アリーナで1階級下のWBO世界スーパーライト級王者クリス・アルギエリとウェルター級の規定体重147ポンドを3ポンド下回る144ポンドのキャッチウェイトで対戦。試合は9回に得意の左ストレートでダウンを奪い、アルギエリが10カウント以内にファイティング・ポーズを構えなかったにもかかわらずレフェリーが試合続行させる不可解な場面もあったが、結局2度のスリップ気味のダウンも含めて合計6回のダウンを奪い12回3-0（2者が119-103、120-102）の判定勝ちを収め初防衛に成功した。

#### vs メイウェザー

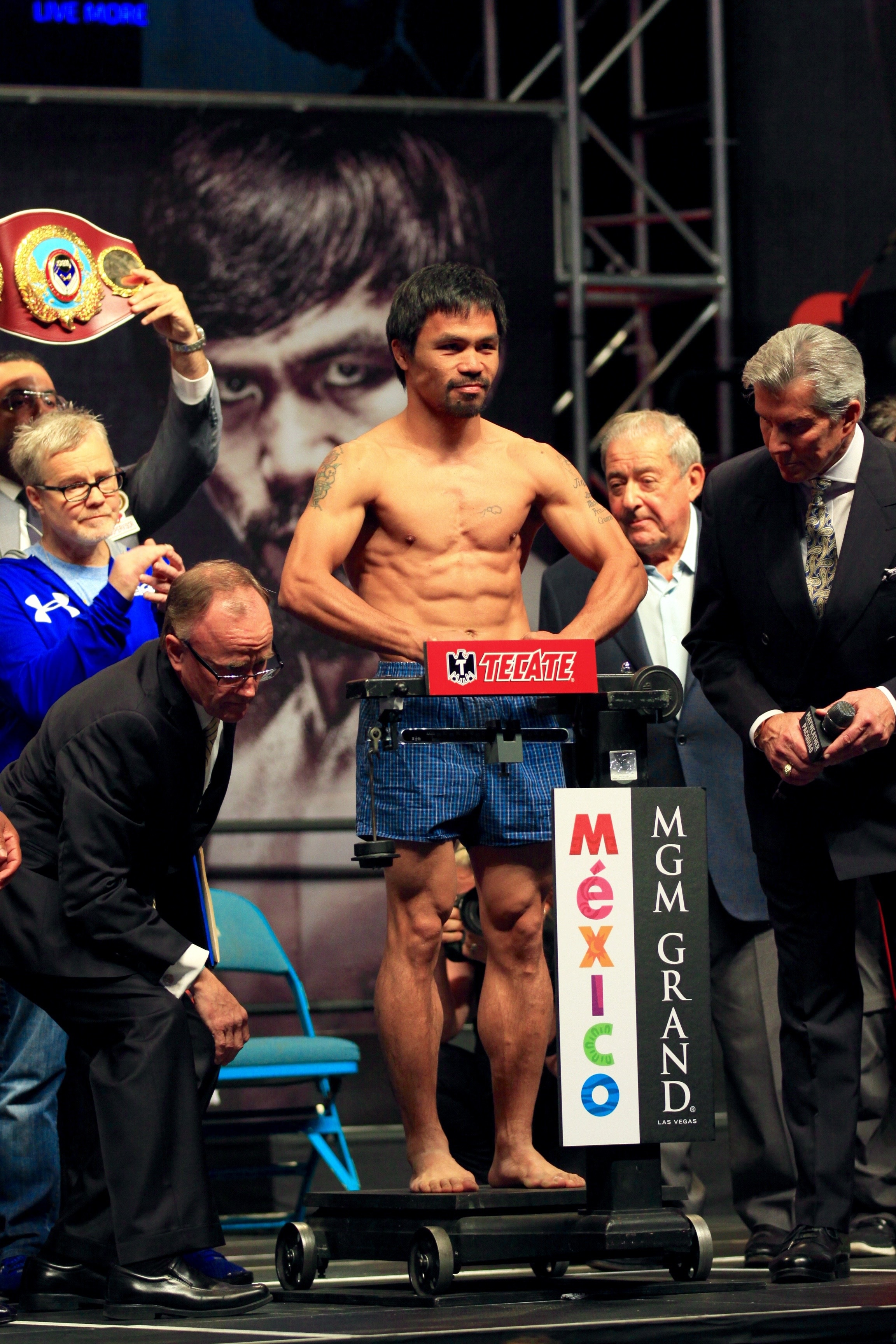
メイウェザー戦計量（2015年）

2015年5月2日、36歳でMGMグランド・ガーデン・アリーナでWBAスーパー・WBC世界ウェルター級王者フロイド・メイウェザー・ジュニアと王座統一戦を行う。メイウェザーが徹底したアウトボクシングでジャブと常にパッキャオの打ち終わり狙った単発の右カウンターを当てポイントを重ねる展開となり、退屈な試合内容に激しい試合を期待した観客からブーイングが飛ぶ場面もある中で試合が終了、0-3（2者が112-116、110-118）の判定負けを喫し3団体統一に失敗、1年1ヵ月保持していたWBO王座から陥落した。パッキャオは試合後にリング上のインタービューで「私が勝ったと思った。彼は何もしなかった。ジャッジの採点には凄く驚いたよ。私は何度かいいパンチを入れたけど、彼のいいパンチは決して貰わなかった。彼よりも多くのパンチをヒットさせた。彼は常に走り回っていただろ、動き回る相手にパンチを出すのは簡単じゃない。彼のパワーには対処できたよ、ミゲール・コットやアントニオ・マルガリートのようなパワーはなかった」と語った。この試合でメイウェザーは2億2千万ドル（約270億円）から2億3千万ドル（約280億円）、パッキャオは1億5千万ドル（約184億円）のファイトマネーを稼いだ。フィリピンではこの試合をテレビ局3局が同時中継し、3局合計で46.9%の視聴率を記録した（各局の視聴率は、ABS-CBNが24%、GMAネットワークが20.4%、TV5が2.5%）。

##### 右肩の怪我
- 試合後の記者会見で、パッキャオは試合約1ヶ月前に行ったスパーリング中に右肩を負傷して、医師から右肩回旋筋腱板の断裂と診断を受けていたことを明かし、「腱板が断裂していたから数日間はトレーニングを休まなければいけなかったし、2週間は満足なトレーニングが出来なかった。試合を延期することも考えたよ」「試合中の3ラウンドに再び右肩が痛くなった。それで思い切っていけなくなったんだ」「左腕しか使えなかったから60%のパフォーマンスしか出せなかった。メイウェザーが望むなら再戦したい。怪我のせいで100%の準備が出来ていなかった」と語った[107][108][109][110][111]。
- パッキャオ陣営は、右肩の痛みを抑えるため試合直前に抗炎症薬を投与するつもりで、試合前の抜き打ちドーピング検査を担当した米国アンチドーピング機関（USADA）から抗炎症薬の投与について事前に許可を得ていたが、試合当日になって、試合を統括したネバダ州アスレチック・コミッションが抗炎症薬の投与を認めなかったため、パッキャオに抗炎症薬を投与できなかったと主張した。しかしネバダ州アスレチック・コミッションは、試合前日の公式計量の時にパッキャオは書類に「怪我はしていない」と記入しており、怪我をしていることは試合90分前になって初めて知らされたと主張し、偽証と報告義務を怠ったとしてパッキャオに出場停止処分を科すことを検討すると発表した[112][113]。
- ネバダ州の住民らが原告となり「パッキャオ陣営は、パッキャオが深刻な怪我をしており、試合に深刻な影響を与える可能性を分かっていたのに情報を不正に隠した。そうした情報を知らされないまま原告は、高額な入場券を購入したほか、有料放送を視聴したりパッキャオ勝利に賭けたりして損害を受けた」として、数百万ドル（数億円）の損害賠償を求める集団訴訟を起こした[114][115]。集団訴訟はその後拡大し、「世紀の一戦じゃなくて詐欺の一戦だ。試合は大したことが無かったしつまらなかった。面白くない退屈な試合だった」と試合内容への不満から返金を求める訴訟など32以上の集団訴訟が起こされた[116]。
- 2016年5月、テレビ局ショウタイムが、契約で訴訟費用はパッキャオのプロモーターのトップランク社が負担するとなっていたにもかかわらず、集団訴訟の訴訟費用の支払いをトップランク社が拒否したとして、訴訟費用の支払いを求めてトップランク社に対して訴訟を起こした[117]。

2015年5月6日、右肩の手術を受け成功。医師はトレーニング開始までに4ヶ月から6ヶ月、試合復帰までには9ヶ月から12ヶ月かかる見込みとした。
2015年5月8日、メイウェザーはESPNの記者スティーブン・A・スミスに送ったメールの中で「手術後1年以内に彼と対戦する」と、パッキャオが右肩の手術から復帰したあとに再戦する意向があることを伝えていたが、この日、メイウェザーは「パッキャオと再戦するつもりだとメールを送ったのは事実だけど気が変わった」「言い訳、言い訳、言い訳だ。彼は潔く負けを受け入れない臆病者だ。負けたらその敗戦を認めて、『メイウェザー、君は優れたファイターだ』と言うべきだ」「彼は負けた。負けたのを分かっている。あれ以降、彼に対する尊敬の念を失った」「（右肩の怪我は）全くもって気付かなかった。彼は速かった。左は速かったよ。右も速くて、両方とも速くて強いパンチを打ち込んできた」と、前言を撤回し、パッキャオは右肩の怪我を試合に負けた言い訳に使っているとして再戦に興味が無くなったと語った。
2015年5月13日、フィリピンで帰国会見を行ったパッキャオは、「試合を見返して採点を付けてみた。2点差で私の勝ちだったよ。とはいえ、判定は判定だし、受け入れなくてはならない」と、試合に勝っていたと改めて主張し、今後について「引退するとは言えないが、その日が近いのはたしかだ。私はもう36歳で、12月には37歳になる」「まずは肩を癒やすことに集中する。怪我が治ったら、現役を続けるか、引退するかを発表する」と語った。

#### 引退試合・ブラッドリー第3戦
2016年2月16日、同性愛者への差別発言をしてナイキからスポンサー契約を打ち切られた。
2016年4月9日、37歳でパッキャオの引退試合として、MGMグランド・ガーデン・アリーナで、通算対戦成績が1勝1敗のWBO世界ウェルター級王者ティモシー・ブラッドリーと対戦して王座返り咲きを目指していたが、同年2月9日にWBOがブラッドリーに1位のサダム・アリとの指名試合を発令、ブラッドリーがパッキャオとの決着戦実現を優先し王座を返上したため、世界タイトルマッチではなくなりWBOインターナショナルウェルター級王座決定戦に変更となって行われた。試合は7回と9回にダウンを奪い、12回3-0（3者共116-110）の判定勝ちを収め王座獲得に成功。白星で引退の花道を飾って、「この試合の後に引退すると家族と約束した。人々に仕え、助けることを引退後は楽しむだろう」と引退の言葉を語った。この試合でパッキャオは2000万ドル（約21億円）、ブラッドリーは400万ドル（約4億円）のファイトマネーを稼いだが、ペイ・パー・ビューの売り上げ件数が40万件と低調だったことなど興行の収入が予想を下回ったことで、プロモーターのトップランク社は少なくとも1000万ドル（約10億円）以上の損失を出したとESPNが報じた。
2016年5月28日、アマチュアボクシングでリオデジャネイロオリンピックに出場する意向を示していたが、議員活動に集中するとして出場を断念したことを発表した。

#### 引退撤回
2016年8月9日、引退試合からわずか4ヶ月で引退を撤回して、WBO世界ウェルター級王者のジェシー・バルガスと11月5日に対戦することを発表。現役復帰する理由を「ボクシングは私の情熱だ。ジムの中やリングの上でやっていたことが恋しかった」「ボクシングは私の最大の収入源だ。公人としての収入に頼ることはできない」「私は妻や私の家族を支えている。また、多くの人が私の下に援助を求めてやって来る。彼らを無視することはできないんだ」と述べた。
2016年9月29日、10代の頃からボクシングで世界王者になる頃までコカインや大麻などあらゆる麻薬を使用していたことを告白し、麻薬を使用していた経験から麻薬は体に良くないものと語り、超法規的殺人で麻薬取締を行っているロドリゴ・ドゥテルテ大統領について「人々に自制心を持たせるため、神が遣わした」と、大統領批判は不公平なものだとしてドゥテルテ大統領の支持を表明した。
2016年11月3日、中国のスポーツ用品メーカーANTAとスポンサー契約したことを発表した。

#### 現役復帰・バルガス戦
2016年11月5日、トーマス&マック・センターでWBO世界ウェルター級王者ジェシー・バルガスと対戦し、2回にフラッシュ気味のダウンを奪って3-0の判定にて7ヵ月ぶりの現役復帰戦を勝利。1年6ヵ月ぶりの同王座への返り咲きに成功した。これまでパッキャオの試合のほとんどをペイ・パー・ビューで放送してきたHBOだったが、同年11月19日のセルゲイ・コバレフvsアンドレ・ウォードをペイ・パー・ビュー放送することを先に決めていたため、スケジュールの関係でこの試合の放送を拒否したため、トップランク社が独自にペイ・パー・ビュー放送することになった。また、この試合をフロイド・メイウェザー・ジュニアがリングサイドで観戦したことで、周囲は再戦を期待したが、メイウェザーは「娘を試合に連れてきただけだ」と煙に巻き、パッキャオはメイウェザーを試合に招待したと認めつつも「プロモーターが選んだ相手と私は戦う」とし、ボブ・アラムは「メイウェザーは引退している。（メイウェザーが会場に来た理由は）私ではなく本人に聞いて欲しい」と述べるに留めた。その後ボブ・アラムは「再戦の可能性は75％。自分の経験から、フロイドは復帰をしたくてたまらないように思えたね」と語った。この試合で、パッキャオは400万ドル（約4億3千万円）、バルガスは280万ドル（約3億円）のファイトマネーを稼いだ。
2016年11月25日、元プロボクサーの縣祥浩とライセンス契約を結び、原宿にフィットネスジム「パッキャオジム トーキョージャパン」をオープンすることを発表。来日して設立会見を行った。

#### vs カーンの合意報道から一転消滅
2017年1月11日、ボブ・アラムがパッキャオの次の試合の対戦相手がジェフ・ホーンに決定したと発表し、一斉に報道された。
2017年1月25日、パッキャオが「日取りも、対戦相手も、まだ決まっていない」とホーンで決まったというアラムの発表を否定した。
2017年2月12日、パッキャオがツイッターで次の試合をアラブ首長国連邦で行うと発表し、ファンに呼びかけ自身のツイッターで見たい対戦相手の希望を聞く投票を行い、アミール・カーン48％、ケル・ブルック24％、テレンス・クロフォード21％、ジェフ・ホーン7％、という集計結果になった。
2017年2月22日、パッキャオが元WBA・IBF世界スーパーライト級スーパー王者のアミール・カーンとの対戦交渉を進めていると自身のツイッターで発信した。
2017年2月26日、パッキャオとカーンが共にツイッターで「4月23日に対戦することで合意した」と発信した。
2017年3月7日、ボブ・アラムが、パッキャオ陣営が推し進めていたアラブ首長国連邦の投資グループが試合開催のために3800万ドル（約43億円）を用意する計画が頓挫したため、マニー・パッキャオ対アミール・カーン戦は消滅したと明言した。

#### vs ホーン
2017年7月2日、ブリスベンのサンコープ・スタジアムに観客51,052人を動員して、WBO世界ウェルター級1位のジェフ・ホーンと対戦し、12回0-3（111-117、113-115×2）の判定負けを喫し初防衛に失敗、王座から陥落した。しかし疑惑の判定と指摘する声が続出。アメリカでテレビ中継を行ったESPNが117-111でパッキャオ勝利、テレビ解説を務めたテディ・アトラスが116-111でパッキャオ勝利と採点したのをはじめとして、アメリカのメディア、関係者の大半がパッキャオ勝利を支持し、スポーツ界からもNFLのアーロン・ロジャースの「ボクシングはジョークだ。きょうそれが再び証明された。いくらなんでもあんなスコアはないだろ」や、ダグ・ボールドウィンの「笑っちゃうね。ボクシングは地球上で最悪のスポーツだ」など厳しい批判の声が上がった。その一方で、ボブ・アラムは「接戦だった。どちらの勝ちでもあり得る」、フレディ・ローチはパッキャオが勝ったとしつつも「かなりの接戦だった」と疑惑の判定では無いとの見解を示した。パッキャオ本人は試合直後には「何の言い訳もない。採点は尊重する」と話していたが、フィリピンに帰国後、「4ラウンドか5ラウンドは私がリードしていた、はめられたと感じたよ」「レフェリーが何もしなかったから、多くの（頭突き、首を抱える、肘打ち）ことがあった。(レフェリーは)経験不足のようだった。それが意図的だったのかそうでなかったのかはわからない。レフェリーは注意はしたけど、減点は取らなかった」「ホーンのサイズやパワーは全く問題ではなかった。彼のパンチは防げたんだ。彼の肘打ちや頭突きが唯一の問題だった」と判定とレフェリー、ホーンの戦い方に対して不満を語った。
試合の翌日に、フィリピンのコミッションにあたる競技娯楽委員会（GAB）がレフェリーのマーク・ネルソンと111-117と採点したジャッジについて「徹底的な見直し」をするようWBOに求め、パッキャオ本人も既に判定は受け入れているとしつつもスポーツマンシップや公平さを守る道義的責任があるとして、「人々のボクシングに対する興味を損なわないようにするために、WBOはGABの要求に適切に対処するべきである」と述べ、「不公平な判定とジャッジ」についての調査をWBOに要求した。4日にWBOが公式ツイッターで、「不正や違反行為以外でレフェリーやジャッジの裁量を無効にすることはできない。パッキャオ対ホーン戦にこれは当てはまらない」と発信、5日にWBO会長フランシスコ・バルカルセルが、WBOには結果を覆す権限がないことを強調しつつ、有能な匿名ジャッジ5人による採点の再検証を行うことをWBOのウェブサイトで発表。併せて、不正もしくはルール違反を示す証拠があれば、それを提示するようフィリピン側に求めた。
2017年7月10日、WBOはマニー・パッキャオ対ジェフ・ホーン戦の採点内容を検証し、5名のジャッジが匿名で採点した結果、114-113でホーンを支持した者が2者、115-113でホーンを支持した者が1者、114-113でパッキャオを支持した者が1者、114-114で引分としたものが1者との採点結果を得たため、「判定結果を覆す理由はない」と12回0-3（111-117、113-115×2）の判定でパッキャオの敗北とした採点は妥当であるとの見解を示した。
衰えからパッキャオはトップレベルのボクサーではなくなったと判断したフレディ・ローチが、パッキャオにこの試合で引退するよう進言、現役を続けるとしても次の試合でホーンと再戦が終わったら引退するよう勧告した。パッキャオも家族や周囲の意見を聞いた上で引退について「真剣に考える」意向を示したが、12日になって「このスポーツを愛している。その情熱が失われるまでは、神、家族、そしてファンや母国のために戦い続ける」と自身のツイッターで現役続行を表明した。
2017年9月1日、ジェフ・ホーンと同年11月12日に再戦する予定で交渉が進められていたが、パッキャオの上院議員の務めと日程の折り合いがつかず試合からパッキャオが撤退したことが発表された。
2017年11月23日、パッキャオが総合格闘技UFCの選手でメイウェザーとボクシングで対戦したコナー・マクレガーに、「元気でいろよ、わが友よ。2018年に本当のボクシングマッチ」とSNSで対戦を表明した。12月9日には、翌年4月にマクレガーと対戦するための交渉を開始したことをパッキャオが公表した。また、パッキャオの関係者がUFCのリングアナウンサーに「マクレガー陣営と交渉したい」とする依頼を半年以上続けていることが明らかになった。しかし、ボブ・アラムは「まったく馬鹿げている、交渉はなにもない」と交渉を開始したとするパッキャオの主張を否定し、UFC代表のダナ・ホワイトも同様に否定した。12月16日にはマクレガーが「次の試合は総合格闘技になる」とパッキャオとのボクシング戦を否定した。

### トップランク社を離脱

#### vs マティセー
2018年4月14日、T-モバイル・アリーナにてトップランク社とESPN契約後初のペイ・パー・ビュー放送として開催予定だったテレンス・クロフォードvsジェフ・ホーンの前座で、マイク・アルバラードと対戦することが内定していたが、パッキャオの広報担当が、メインイベントではなく前座で試合をすることはパッキャオにとって侮辱であると声明を出して試合撤退を決めた。この試合を組んだボブ・アラムは、パッキャオはアメリカで税金を滞納（リングマガジンは3000万ドル（約33億円）近くの税金滞納と報じている）しているために試合を撤退したのだと発表した。
2018年7月15日、マレーシア・クアラルンプールのプトラ・インドア・スタジアムにてWBA世界ウェルター級レギュラー王者ルーカス・マティセーと対戦し、2009年のミゲール・コット戦以来9年ぶりのKO勝ちとなる、7回2分43秒TKO勝ちを収め王座獲得に成功した。この試合前に、パッキャオは2001年6月のアメリカデビュー戦以来16年間34試合に渡って師事をしてきたトレーナーのフレディ・ローチを解雇し師弟関係を終了させ、幼馴染で長年アシスタントトレーナーだったボボイ・フェルナンデスをチーフトレーナーに抜擢したが、解雇されたローチはジェフ・ホーン戦試合後のロッカールームで会話を交わして以降パッキャオと連絡が一切つかなくなったことを明かし、第三者によって解雇を知らされたことに「傷ついていないと言えば嘘になる」と述べた。また、アラムは「パッキャオとの契約期間がいつ終了するかは分からないが、パッキャオはトップランク社とかなり長期間の契約を交わしている」と話したが、パッキャオ陣営はパッキャオとトップランク社との契約期間は終了したと主張し、他にもドバイやマカオでの試合計画をアラムに妨害されたなどを主張して、パッキャオ陣営とアラムの確執が表面化したことにより、この試合はパッキャオ自身のプロモーションであるMPプロモーションによって執り行われた。しかし、マティセーへのファイトマネーのエスクロー（前払い預託金）や試合リングのマレーシアまでの輸送費用などいくつかの支払いが最終期限を過ぎても支払われず、試合開催が直前まで危ぶまれた。またアメリカで試合はペイ・パー・ビューでの放送を予定していたがこれも最終期限までに支払いや手続きを済ますことが出来なかったことで、ストリーミング配信サービスのESPN+での配信となった。
2018年7月20日、パッキャオが「私の次の試合は全てMPプロモーションを通して交渉されます。誰も私の代理として許可されていません」として、トップランク社との契約期間が終了してフリーエージェントであることを改めて宣言した。9月10日にパッキャオは自身のInstagramアカウントに、ESPN+によって配信されたマティセー戦の放映権料のパッキャオ側への割り当て分（170万ドル）をトップランク社が支払わないのでトップランク社に対して法的措置を取るつもりであると投稿したが、12日に、「トップランク社側との伝達ミスから生じたもので全て明確になった、私のキャリアの手助けをしてくれたボブとトップランク社には感謝している」と投稿した。
2018年10月、アル・ヘイモンと契約しTGBプロモーションズに移籍した。

#### vs ブローナー
2019年1月19日、MGMグランド・ガーデン・アリーナで元4階級制覇王者エイドリアン・ブローナーと対戦し、判定勝ちを収め初防衛に成功した。なお、フレディ・ローチがアシスタント・トレーナーとして復帰した。なお、この興行のプロモーターの1人を務めた、フロイド・メイウェザー・ジュニアが、試合前に控室を訪れてパッキャオを激励していたが、試合後にリングインタビューアーが、リングサイドで試合を観戦していたメイウェザーに、パッキャオとの再戦はあるのかと問いかけるも、メイウェザーは無言のまま反応をせず返答をしなかった。この試合でパッキャオは1000万ドル（約11億円）、ブローナーは250万ドル（約2億7千万円）のファイトマネーを稼いだ。
2019年3月16日、エロール・スペンス・ジュニアVSミゲル・アンヘル・ガルシアの試合をリングサイドで観戦し、勝利したスペンスから対戦を呼びかけられると、パッキャオが「いいですよ。ファンが望むことをしましょう」と対戦に同意した。

#### vs サーマン
2019年7月20日、MGMグランド・ガーデン・アリーナにてWBA世界ウェルター級スーパー王者キース・サーマンと団体内王座統一戦を行い、12回2-1（115-112×2、113-114）の判定勝ちで団体内王座統一に成功した。この試合でパッキャオは1000万ドル（約11億円）、サーマンは250万ドル（約2億7千万円）のファイトマネーを稼いだ。
2020年1月14日、数日後にUFCでの試合を控えていたコナー・マクレガーがESPNのインタビューで、「私は（メイウェザー戦とは）別のボクシングをすることにオープンだ。マニー・パッキャオとの試合の話もあった。実際に契約に近づいていた。オファーがあったんだ。でもまだだ、すぐにじゃない」「またボクシングをやって世界王座を獲りたい、本当にボクシングが好きなんだ」と、パッキャオとボクシングで対戦する交渉があったと語った。これにパッキャオは、MPプロモーションズ社長のショーン・ギボンズと並んで動画を撮り「コナーへ、土曜日の君の試合がうまくいくことを祈ってるよ。ベストを尽くしてください」とメッセージを送った。そして、マクレガーが1月18日の試合で勝利すると直後にパッキャオはツイッターに「ノートリアス!!!」とマクレガーのニックネームを投稿し、ショーン・ギボンズはパッキャオとマクレガーが並んだ試合ポスター風の画像を自身のインスタグラムへ投稿した。
2020年2月12日、コナー・マクレガー等が所属するマネージメント会社「パラダイム・スポーツ・マネージメント」とマネージメント契約を交わしたことを発表した。
2020年9月26日、コナー・マクレガーがSNSに「次は中東でマニー・パッキャオとボクシングだ」と投稿すると、　同日にMPプロモーションズ社長のショーン・ギボンズが、試合が合意するには「長い道のり」があるとしながらも、「パッキャオが2020年にリングに戻るにあたり、マクレガー戦は間違いなく検討されている試合の一つだ」と断言し、さらに「パッキャオとコナー・マクレガーが戦う話は、これまでに何度か持ち上がっている」と明かすと、「マクレガーはメイウェザーとの一戦で世界最高のボクサーに挑戦する実力があることを示した」「とてつもない世界的イベントになる」と語った。マクレガーのマネージャーでパラダイム・スポーツ・マネージメントの代表であるオーディオ・アッターも「真剣な話し合いが行われているが、まだ契約は完了していない」と話し、試合日時は12月下旬か2021年1月で開催地は中東を予定していると語った。さらに、パッキャオの特別アシスタントを務めるジェイク・ジョソンも「フィリピンで新型コロナウイルス感染症の犠牲になった人々のために、マニー・パッキャオ上院議員は来年、UFCのスーパースターであるコナー・マクレガー氏と対戦するつもりだ」とコメントし、パッキャオは獲得するファイトマネーの一部を新型コロナウイルスの被害に遭ったフィリピンの人々に寄付する意向であると明らかにした。
2020年10月1日、パッキャオ本人が、現在はパラダイム・スポーツ・マネージメントとマネージメント契約を交わしていないと明かし、自身が新たに設立したマネージメント会社のパック・スポーツ・エンターテインメントとMPプロモーションズが共同主催者として試合に関与できる契約条件であれば、「ファンが望むコナー・マクレガーとのエキサイティングな戦いを提供したいと思っています」と語った。一方、マクレガーが試合をするには契約を交わしているUFCの許可が必要だが、UFC代表のダナ・ホワイトはマクレガーこの試合を行うことについて「全く分からない」と語った。
2020年10月12日、パッキャオが自身のSNSで「正式にパラダイム・スポーツ・マネージメントのパートナーとなったことに興奮しています。大きなことがやってくる！乞うご期待！」と、マクレガーの所属するパラダイム・スポーツ・マネージメントと契約を締結したことを発表した。
2021年1月29日、WBAは、2019年7月以来約1年6カ月間試合をしていなかったスーパー王者パッキャオを休養王者に認定させ、レギュラー王者のヨルデニス・ウガスをスーパー王者に昇格させた。
2021年4月28日、テレンス・クロフォードのプロモーターであるボブ・アラムが、6月5日にアラブ首長国連邦の首都アブダビでパッキャオとクロフォードが対戦することで、試合の条件に両選手とアブダビの投資家グループが合意をしていたが、アブダビ側が約束の金額を集めることが出来なかったために試合が消滅したと発表した。

#### スペンス戦消滅からのウガス戦での敗北
2021年5月21日、パッキャオが自身のツイッターでWBC・IBF世界ウェルター級王者エロール・スペンス・ジュニアと8月21日にネバダ州ラスベガスで対戦することを発表した。
2021年6月27日、契約しているマネージメント会社のパラダイム・スポーツ・マネージメント（PSM）から、パッキャオが契約違反をしたとして、330万ドルの前払い金の返還を含む損害賠償請求と、エロール・スペンス戦の差し止めを求める訴訟を起こされた。PSMは、パッキャオの2試合の独占交渉権を保有しミゲル・アンヘル・ガルシアと対戦させる交渉をしていたと主張した。パッキャオはこれに対して同年7月31日に反訴を提起、2020年12月または2021年1月にコナー・マクレガーとの試合が組まれる約束でマクレガーの所属するパラダイム・スポーツ・マネージメント（PSM）と契約したにもかかわらず、約束が守られなかったとし、提起した訴状の中で、PSMは最初からマクレガー戦を組むつもりは無く、事前にマクレガーが2020年1月にダスティン・ポイエーと対戦する交渉をしていることを知っていればパッキャオはPSMと契約することはなかった、PSM側が既に用意したとしていた複数のエンドースメント契約も実際には用意されていなかった等主張した。
2021年7月10日、パッキャオがスーパー王座への復帰を求めるもWBAはこの要求を却下した。
2021年8月11日、エロール・スペンス・ジュニアが網膜裂孔と診断されたため試合を欠場することになり、代役として同じ興行の前座で別の対戦相手との試合を予定していたヨルデニス・ウガスと対戦することが発表された。
2021年8月21日、42歳で前戦から約2年1カ月ぶりとなった試合をラスベガスのT-モバイル・アリーナでWBA世界ウェルター級スーパー王者ヨルデニス・ウガスと対戦し、判定負けで王座獲得に失敗した。

### 2度目の現役引退
2021年9月19日、フィリピンの大統領選挙への出馬を表明した。
2021年9月21日、フィリピンで女優や歌手などのタレント活動しているトニー・ゴンザガの公式ユーチューブチャンネルに出演。この日に更新されたインタビューで、パッキャオは「私のボクシングのキャリアは既に終わっている。長い間、ボクシングを続け、家族は、もう十分だと言ってくれた。今後は他のボクサーをサポートし、世界王者にさせたい」と引退を明言した。9月29日に改めて自身のSNSで「世界最高のファンと最高のスポーツに感謝します！素晴らしい思い出をありがとうございました。これは私が今までにした中でもっとも難しい決断ですが、私は安心している。あなた方の夢を追いかけ、一生懸命働き、何が起こるか見てください。さようならボクシング」と現役引退を表明した。
2022年5月9日、フィリピンの大統領選挙で落選した。
2022年7月20日、マニラのシャングリ・ラ・ザ・フォートで、対戦相手のDK・ユーと共に記者会見を開き、12月に韓国でエキシビションで対戦することを発表した。
2022年12月11日、高陽市のキンテックスで43歳の韓国人YouTuber兼武術家のDK・ユーと2分6ラウンドのボクシングルールのエキシビションで対戦し、6回にダウンを奪い、6回判定勝ちを収めた。前日の計量では、パッキャオが73.1キロ、ユーが78.9キロだった。パッキャオはメイウェザーとの再戦について「簡単に彼を倒すことが出来る。やるならエキシビションではなく、12ラウンドの公式試合でだ。でも彼が再戦をやるとは思わない。彼は死ぬほど怖がっているんだ」と語った。
2023年5月3日、パラダイム・スポーツ・マネージメントから2021年6月に起こされていた契約違反訴訟で、パッキャオに対して510万ドル（約7億2千万円）の損害賠償及び、弁護士費用や利息を含めて総額800万ドル（約11億4千万円）以上を支払うよう命じるパッキャオ敗訴の判決が下された。
2023年5月10日、パッキャオがフィリピンで主催したボクシング興行で、8回判定勝ちを収めた22歳のバンタム級のフィリピン人ボクサーがリング禍により死亡した。死亡したボクサーは、試合終了後にスコアカードの集計を待っている間にコーナーで倒れ、担架で運び出され病院に搬送されたが、脳出血を起こして昏睡状態に陥っていた。
2024年2月19日、ボクシング競技でのパリオリンピック出場を表明し、特別枠での出場をフィリピン・オリンピック委員会と共に申請していたが、45歳と高齢であることを理由に国際オリンピック委員会（IOC）から却下された。
2024年7月28日、さいたま市のさいたまスーパーアリーナで開催された超RIZIN.3でキックボクサーの安保瑠輝也と、裏拳やキックフェイントなどボクシング以外の動きをした場合は500万ドル（約7億6900万円）の罰金となる69.0kg契約3分3ラウンドのボクシングルールのエキシビションで対戦し、3回引き分けとなった。しかし、試合序盤から手数で押され、最終ラウンドには打ち合いの展開になる中で、安保の猛攻にぐらつかせられる場面があるなど、判定なしのルールであったため引き分けとなったが、判定があればパッキャオが実質負けの試合内容であった。このため、パッキャオは現役復帰を計画しており、WBC世界ウェルター級王者マリオ・バリオスと対戦することをWBC会長マウリシオ・スライマンから承認を受け、パッキャオ自身もバリオスと交渉中であることを認め年内に試合が行われる可能性があると語っていたが、ボクシング専門メディアのボクシング・シーンが「パッキャオのマリオ・バリオスと対戦する希望は安保瑠輝也とのエキシビションによって打ち砕かれた」という見出しで、「公式の勝者は出なかったものの、結果は誰もが知っていた。パッキャオは背の高い対戦相手の身長とリーチになかなか慣れることができず、終始意のままに攻撃を仕掛けられた。このパフォーマンスにより、伝説の選手は引退したままでいるべきという声がすぐに上がり、WBCウェルター級タイトルをかけてマリオ・バリオスと戦うというフィリピン人の望みは終わったかもしれない」「試合の終了時には両選手とも両手を挙げていたが、パッキャオは負けた男のように見えた。WBCチャンピオンとの試合は危険だから、バリオスに挑戦するという彼の望みは確実に終わった」と記事にし、著名ボクシングライターのダン・ラファエルも「埼玉で行われたRIZNのボクシングエキシビションで、45歳のマニー・パッキャオが日本のキックボクサー安保瑠輝也に3ラウンドのボクシングエキシビションでほぼ完敗するのを見た後、1つはっきりしたことがわかった。リング上のパッキャオは終わったということだ」と記事にするなど酷評された。

#### 現役復帰・ vs バリオス
2025年7月19日、MGMグランド・ガーデン・アリーナで4年振りの復帰戦としてWBC世界ウェルター級王者マリオ・バリオスと対戦する予定。

## 戦績
- アマチュアボクシング：64戦 60勝 4敗
- プロボクシング：73戦 62勝 (39KO) 8敗 3分

| 戦           | 日付           | 勝敗 | 時間     | 内容         | 対戦相手                         | 国籍             | 備考                                                                                  |
| ------------ | -------------- | ---- | -------- | ------------ | -------------------------------- | ---------------- | ------------------------------------------------------------------------------------- |
| 1            | 1995年1月22日  | ☆    | 4R       | 判定 3-0     | エドムンド・イグナシオ           | フィリピン       | プロデビュー戦                                                                        |
| 2            | 1995年3月18日  | ☆    | 4R       | 判定 3-0     | ピノイ・モンテホ                 | フィリピン       |                                                                                       |
| 3            | 1995年5月1日   | ☆    | 6R       | 判定 3-0     | ロッキー・パルマ                 | フィリピン       |                                                                                       |
| 4            | 1995年7月1日   | ☆    | 2R 2:41  | TKO          | デール・ダシアート               | フィリピン       |                                                                                       |
| 5            | 1995年8月3日   | ☆    | 6R       | 判定 3-0     | フラッシュ・シンバジョン         | フィリピン       |                                                                                       |
| 6            | 1995年9月16日  | ☆    | 3R       | KO           | アルマン・ロルシ                 | フィリピン       |                                                                                       |
| 7            | 1995年10月7日  | ☆    | 8R       | 判定 3-0     | ロリト・ラロア                   | フィリピン       |                                                                                       |
| 8            | 1995年10月21日 | ☆    | 2R       | TKO          | レナト・メンドネス               | フィリピン       |                                                                                       |
| 9            | 1995年11月11日 | ☆    | 3R       | TKO          | ロドルフォ・フェルナンデス       | フィリピン       |                                                                                       |
| 10           | 1995年12月9日  | ☆    | 10R      | 判定 3-0     | ローランド・ツユゴン             | フィリピン       |                                                                                       |
| 11           | 1996年1月13日  | ☆    | 5R       | 負傷判定     | リト・トレホス                   | フィリピン       |                                                                                       |
| 12           | 1996年2月9日   | ★    | 3R 0:29  | KO           | ルスティコ・トーレカンポ         | フィリピン       |                                                                                       |
| 13           | 1996年4月27日  | ☆    | 10R      | 判定 3-0     | マーロン・カリーリョ             | フィリピン       |                                                                                       |
| 14           | 1996年5月20日  | ☆    | 4R       | TKO          | ジョン・メディナ                 | フィリピン       |                                                                                       |
| 15           | 1996年6月15日  | ☆    | 4R       | TKO          | バート・バティラー               | フィリピン       |                                                                                       |
| 16           | 1996年7月27日  | ☆    | 2R       | TKO          | イッポ・ガラ                     | インドネシア     |                                                                                       |
| 17           | 1996年12月28日 | ☆    | 2R 1:51  | TKO          | 李成烈                           | 韓国             |                                                                                       |
| 18           | 1997年3月8日   | ☆    | 1R 1:56  | KO           | マイケル・ルナ                   | フィリピン       |                                                                                       |
| 19           | 1997年4月24日  | ☆    | 1R 1:04  | KO           | 李旭基                           | 韓国             |                                                                                       |
| 20           | 1997年5月30日  | ☆    | 6R       | TKO          | アリエル・オーストリア           | フィリピン       |                                                                                       |
| 21           | 1997年6月26日  | ☆    | 5R 2:46  | KO           | チョクチャイ・チョクビワット     | タイ             | OPBF東洋太平洋フライ級タイトルマッチ                                                  |
| 22           | 1997年9月13日  | ☆    | 10R      | 判定3-0      | メルビン・マグラモ               | フィリピン       |                                                                                       |
| 23           | 1997年12月6日  | ☆    | 1R 1:38  | KO           | タノンディ・シンワンチャー       | タイ             | OPBF防衛1                                                                             |
| 24           | 1998年5月18日  | ☆    | 1R 2:59  | TKO          | 寺尾新（八王子中屋）             | 日本             |                                                                                       |
| 25           | 1998年12月4日  | ☆    | 8R 2:54  | TKO          | チャチャイ・ダッチボーイジム     | タイ             | WBC世界フライ級タイトルマッチ                                                         |
| 26           | 1999年2月20日  | ☆    | 3R 2:52  | TKO          | トッド・マケリン                 | オーストラリア   |                                                                                       |
| 27           | 1999年4月24日  | ☆    | 4R 2:45  | KO           | ガブリエル・ミラ                 | メキシコ         | WBC防衛1                                                                              |
| 28           | 1999年9月17日  | ★    | 3R 1:32  | KO           | メッグン・3Kバッテリー           | タイ             | 体重超過により王座剥奪                                                                |
| 29           | 1999年12月18日 | ☆    | 2R       | TKO          | レイナンテ・ハミリ               | フィリピン       | WBCインターナショナルスーパーバンタム級王座決定戦                                     |
| 30           | 2000年3月4日   | ☆    | 4R       | KO           | アーネリル・バロテリオ           | フィリピン       | WBCインターナショナル防衛1                                                            |
| 31           | 2000年6月28日  | ☆    | 1R       | TKO          | 蔡昇坤                           | 韓国             | WBCインターナショナル防衛2                                                            |
| 32           | 2000年10月14日 | ☆    | 10R 1:48 | TKO          | ナデル・フセイン                 | オーストラリア   | WBCインターナショナル防衛3                                                            |
| 33           | 2001年2月24日  | ☆    | 5R 1:06  | TKO          | 千里馬哲虎（千里馬神戸）         | 韓国             | WBCインターナショナル防衛4                                                            |
| 34           | 2001年4月28日  | ☆    | 6R 2:49  | KO           | ウェタヤ・サクムアンクラン       | タイ             | WBCインターナショナル防衛5                                                            |
| 35           | 2001年6月23日  | ☆    | 6R 0:59  | TKO          | レーロホノロ・レドワバ           | 南アフリカ共和国 | IBF世界スーパーバンタム級タイトルマッチ                                               |
| 36           | 2001年11月10日 | △    | 6R 1:12  | 負傷判定 1-1 | アガピト・サンチェス             | ドミニカ共和国   | IBF・WBO世界スーパーバンタム級王座統一戦 IBF防衛1                                     |
| 37           | 2002年6月8日   | ☆    | 2R 1:09  | TKO          | ホルヘ・エリセール・フリオ       | コロンビア       | IBF防衛2                                                                              |
| 38           | 2002年10月26日 | ☆    | 1R 2:46  | TKO          | ファーブラコム・ラキットジム     | タイ             | IBF防衛3                                                                              |
| 39           | 2003年3月15日  | ☆    | 5R 1:52  | TKO          | エリクザーン・イェシュマンベトフ | カザフスタン     |                                                                                       |
| 40           | 2003年7月26日  | ☆    | 3R 0:48  | KO           | エマヌエル・ルセロ               | メキシコ         | IBF防衛4                                                                              |
| 41           | 2003年11月15日 | ☆    | 11R 2:56 | TKO          | マルコ・アントニオ・バレラ       | メキシコ         |                                                                                       |
| 42           | 2004年5月8日   | △    | 12R      | 判定 1-1     | ファン・マヌエル・マルケス       | メキシコ         | WBA・IBF世界フェザー級タイトルマッチ                                                  |
| 43           | 2004年12月11日 | ☆    | 4R 1:26  | TKO          | ファーサン・3Kバッテリー         | タイ             | IBF世界フェザー級挑戦者決定戦                                                         |
| 44           | 2005年3月19日  | ★    | 12R      | 判定 0-3     | エリック・モラレス               | メキシコ         | WBCインターナショナルスーパーフェザー級王座決定戦 IBA世界スーパーフェザー級王座決定戦 |
| 45           | 2005年9月10日  | ☆    | 6R 2:59  | TKO          | ヘクトール・ベラスケス           | メキシコ         | WBCインターナショナルスーパーフェザー級王座決定戦                                     |
| 46           | 2006年1月21日  | ☆    | 10R 2:33 | TKO          | エリック・モラレス               | メキシコ         | WBCインターナショナル防衛1                                                            |
| 47           | 2006年7月2日   | ☆    | 12R      | 判定 3-0     | オスカー・ラリオス               | メキシコ         | WBCインターナショナル防衛2                                                            |
| 48           | 2006年11月18日 | ☆    | 3R 2:57  | TKO          | エリック・モラレス               | メキシコ         | WBCインターナショナル防衛3                                                            |
| 49           | 2007年4月14日  | ☆    | 8R 1:16  | KO           | ホルヘ・ソリス                   | メキシコ         | WBCインターナショナル防衛4                                                            |
| 50           | 2007年10月6日  | ☆    | 12R      | 判定 3-0     | マルコ・アントニオ・バレラ       | メキシコ         | WBCインターナショナル防衛5                                                            |
| 51           | 2008年3月15日  | ☆    | 12R      | 判定 2-1     | ファン・マヌエル・マルケス       | メキシコ         | WBC世界スーパーフェザー級タイトルマッチ WBC・リングマガジン王座獲得                   |
| 52           | 2008年6月29日  | ☆    | 9R 2:24  | KO           | デビッド・ディアス               | アメリカ合衆国   | WBC世界ライト級タイトルマッチ                                                         |
| 53           | 2008年12月6日  | ☆    | 8R 終了  | TKO          | オスカー・デ・ラ・ホーヤ         | アメリカ合衆国   |                                                                                       |
| 54           | 2009年5月2日   | ☆    | 2R 2:59  | KO           | リッキー・ハットン               | イギリス         | IBO世界スーパーライト級タイトルマッチ IBO・リングマガジン王座獲得                     |
| 55           | 2009年11月14日 | ☆    | 12R 0:59 | TKO          | ミゲール・コット                 | プエルトリコ     | WBO世界ウェルター級タイトルマッチ WBO・WBCダイヤモンド王座獲得                        |
| 56           | 2010年3月13日  | ☆    | 12R      | 判定 3-0     | ジョシュア・クロッティ           | ガーナ           | WBO防衛1                                                                              |
| 57           | 2010年11月13日 | ☆    | 12R      | 判定 3-0     | アントニオ・マルガリート         | メキシコ         | WBC世界スーパーウェルター級王座決定戦                                                 |
| 58           | 2011年5月8日   | ☆    | 12R      | 判定 3-0     | シェーン・モズリー               | アメリカ合衆国   | WBO防衛2                                                                              |
| 59           | 2011年11月12日 | ☆    | 12R      | 判定 2-0     | ファン・マヌエル・マルケス       | メキシコ         | WBO防衛3                                                                              |
| 60           | 2012年6月9日   | ★    | 12R      | 判定 1-2     | ティモシー・ブラッドリー         | アメリカ合衆国   | WBO陥落                                                                               |
| 61           | 2012年12月8日  | ★    | 6R 2:59  | KO           | ファン・マヌエル・マルケス       | メキシコ         |                                                                                       |
| 62           | 2013年11月23日 | ☆    | 12R      | 判定 3-0     | ブランドン・リオス               | アメリカ合衆国   | WBOインターナショナルウェルター級王座決定戦                                           |
| 63           | 2014年4月12日  | ☆    | 12R      | 判定 3-0     | ティモシー・ブラッドリー         | アメリカ合衆国   | WBO世界ウェルター級タイトルマッチ                                                     |
| 64           | 2014年11月22日 | ☆    | 12R      | 判定 3-0     | クリス・アルギエリ               | アメリカ合衆国   | WBO防衛1                                                                              |
| 65           | 2015年5月2日   | ★    | 12R      | 判定 0-3     | フロイド・メイウェザー・ジュニア | アメリカ合衆国   | WBA・WBC・WBO世界ウェルター級王座統一戦 WBO陥落                                       |
| 66           | 2016年4月9日   | ☆    | 12R      | 判定 3-0     | ティモシー・ブラッドリー         | アメリカ合衆国   | WBOインターナショナルウェルター級王座決定戦                                           |
| 67           | 2016年11月5日  | ☆    | 12R      | 判定 3-0     | ジェシー・バルガス               | アメリカ合衆国   | WBO世界ウェルター級タイトルマッチ                                                     |
| 68           | 2017年7月2日   | ★    | 12R      | 判定 0-3     | ジェフ・ホーン                   | オーストラリア   | WBO陥落                                                                               |
| 69           | 2018年7月15日  | ☆    | 7R 2:43  | TKO          | ルーカス・マティセー             | アルゼンチン     | WBA世界ウェルター級タイトルマッチ                                                     |
| 70           | 2019年1月19日  | ☆    | 12R      | 判定 3-0     | エイドリアン・ブローナー         | アメリカ合衆国   | WBA防衛1                                                                              |
| 71           | 2019年7月20日  | ☆    | 12R      | 判定 2-1     | キース・サーマン                 | アメリカ合衆国   | WBA世界ウェルター級王座統一戦 WBA防衛2                                                |
| 72           | 2021年8月21日  | ★    | 12R      | 判定 0-3     | ヨルデニス・ウガス               | キューバ         | WBA世界ウェルター級王座統一戦 WBA陥落                                                 |
| 73           | 2025年7月19日  | △    | 12R      | 判定 0-1     | マリオ・バリオス                 | アメリカ合衆国   | WBC世界ウェルター級タイトルマッチ                                                     |
| テンプレート |                |      |          |              |                                  |                  |                                                                                       |

### エキシビション
| 戦           | 日付           | 勝敗 | 時間 | 内容     | 対戦相手         | 国籍       | 備考      |
| ------------ | -------------- | ---- | ---- | -------- | ---------------- | ---------- | --------- |
| 1            | 2002年8月20日  | ☆    | 3R   | 判定     | ヘスス・サルード | フィリピン |           |
| 2            | 2022年12月10日 | ☆    | 6R   | 判定3-0  | DK・ユー         | 韓国       |           |
| 3            | 2024年7月28日  | △    | 3R   | 判定なし | 安保瑠輝也       | 日本       | 超RIZIN.3 |
| テンプレート |                |      |      |          |                  |            |           |

## 獲得タイトル
＜メジャー団体世界王座＞
- WBC世界フライ級王座（防衛1=剥奪）
- IBF世界スーパーバンタム級王座（防衛4=返上）
- WBC世界スーパーフェザー級王座（防衛0=返上）
- WBC世界ライト級王座（防衛0=返上）
- WBO世界ウェルター級王座（防衛3=スーパー王座認定）
- WBC世界スーパーウェルター級王座（防衛0=返上）
- WBO世界ウェルター級王座（防衛1）
- WBO世界ウェルター級王座（防衛0）
- WBA世界ウェルター級レギュラー王座（防衛2=スーパー王座に認定）
- WBA世界ウェルター級スーパー王座（防衛0=休養王座に認定）

＜地域王座＞
- 第26代OPBF東洋太平洋フライ級王座（防衛1=返上）
- WBCインターナショナルスーパーバンタム王座
- WBCインターナショナルスーパーフェザー級王座
- WBC世界ウェルター級ダイヤモンド王座
- WBOインターナショナルウェルター級王座

＜マイナー団体世界王座＞
- IBO世界スーパーライト級王座
- リングマガジン世界フェザー級王座
- リングマガジン世界スーパーフェザー級王座
- リングマガジン世界スーパーライト級王座

### 主な表彰
- WBC「ファイター・オブ・ディケイド」（過去10年間の最優秀選手） - 2010年度[271]
- WBC「Boxer of the Year」2008年[32]
- リングマガジン 「ファイター・オブ・ザ・イヤー」 2006年、2008年、2009年（通算3度受賞）
- Yahoo!スポーツ「Fighter of the Year」2008年[33]
- スポーツ・イラストレイテッド「Boxer of the Year」2008年[34]
- BWAA （アメリカボクシング記者協会）「2000年代最優秀選手賞」
- BWAA 「年間最優秀選手賞」 2006年、2008年、2009年（通算3度受賞）
- フィリピン「PSA Sportsman of the Year」 2008年
- TIME誌「The World's Most Influential People」Heroes & Icons部門2009年版100人入り

## プロモーターとして
現役トップボクサーとして活躍する一方で、自らもボクシングプロモーターとしてMPプロモーションを設立。有望なフィリピン人ボクサーを自分の興行に出場させている。

## キャンプ中のトレーニングメニュー
ボクシング自体のトレーニングは1日3〜4時間ほどで、ウェイトトレーニングはフレディ・ローチがスピードが落ちると考えているため滅多に行わない。またスパーリングも健康に良く無いというローチの考えから、1週間で火曜日、木曜日、土曜日の週3日に抑えられている
。
- 午前6時からロードワークを約8km(スパーリングがある日は距離が短くなる)[274]
- ストレングス＆コンディショニングコーチの下でフィジカルトレーニング[273]
- 午前8時までに自宅に戻り朝食を取った後に昼寝[273]
- 午後1時にジムへ向かい、約3時間のジムワーク[273]
- シャドーボクシング[274]
- サンドバッグ:8ラウンド[274]
- ダブル・エンド・バッグ:3ラウンド[274]
- 縄跳び:3ラウンド[274]
- スパーリング:最高6-8ラウンド[274]
- ジムワークの最後に再びフィジカルトレーニング[273]
- ジムの近所で昼食を取り自宅へ戻った後は映画を見るなどリラックスして過ごす[273]
- 夕食を取った後に午後10時には就寝[273]

## ペイ・パー・ビュー売上げ
| 日付           | イベント                                                | 売上げ        | テレビ局           |
| -------------- | ------------------------------------------------------- | ------------- | ------------------ |
| 2025年7月19日  | マニー・パッキャオ vs. マリオ・バリオス                 | N/A           | Prime Video        |
| 2021年8月21日  | マニー・パッキャオ vs. ヨルデニス・ウガス               | 25万件        | FOX                |
| 2019年7月20日  | マニー・パッキャオ vs. キース・サーマン                 | 50万件        | FOX                |
| 2019年1月19日  | マニー・パッキャオ vs. エイドリアン・ブローナー         | 40万件        | SHOWTIME           |
| 2017年7月2日   | マニー・パッキャオ vs. ジェフ・ホーン                   | 6万件         | （オーストラリア） |
| 2016年11月5日  | マニー・パッキャオ vs. ジェシー・バルガス               | 22万件-30万件 | TOPRANK            |
| 2016年4月9日   | マニー・パッキャオ vs. ティモシー・ブラッドリー III     | 40万件        | HBO                |
| 2015年5月2日   | マニー・パッキャオ vs. フロイド・メイウェザー・ジュニア | 460万件       | HBO・SHOWTIME      |
| 2014年11月23日 | マニー・パッキャオ vs. クリス・アルギエリ               | 30万件        | HBO                |
| 2014年4月12日  | マニー・パッキャオ vs. ティモシー・ブラッドリー II      | 75万件        | HBO                |
| 2013年11月23日 | マニー・パッキャオ vs. ブランドン・リオス               | 47万件        | HBO                |
| 2012年12月8日  | マニー・パッキャオ vs. ファン・マヌエル・マルケス IV    | 115万件       | HBO                |
| 2012年6月9日   | マニー・パッキャオ vs. ティモシー・ブラッドリー I       | 89万件        | HBO                |
| 2011年11月8日  | マニー・パッキャオ vs. ファン・マヌエル・マルケス III   | 140万件       | HBO                |
| 2011年5月17日  | マニー・パッキャオ vs. シェーン・モズリー               | 130万件       | SHOWTIME           |
| 2010年11月13日 | マニー・パッキャオ vs. アントニオ・マルガリート         | 115万件       | HBO                |
| 2010年3月13日  | マニー・パッキャオ vs. ジョシュア・クロッティ           | 70万件        | HBO                |
| 2009年11月14日 | マニー・パッキャオ vs. ミゲール・コット                 | 125万件       | HBO                |
| 2009年5月2日   | マニー・パッキャオ vs. リッキー・ハットン               | 80万件        | HBO                |
| 2008年12月6日  | マニー・パッキャオ vs. オスカー・デ・ラ・ホーヤ         | 125万件       | HBO                |
| 2008年6月28日  | マニー・パッキャオ vs. デビッド・ディアス               | 20万件        | HBO                |
| 2008年3月15日  | マニー・パッキャオ vs. ファン・マヌエル・マルケス II    | 40.7万件      | HBO                |
| 2007年10月6日  | マニー・パッキャオ vs. マルコ・アントニオ・バレラ II    | 36万件        | HBO                |
| 2007年4月14日  | マニー・パッキャオ vs. ホルヘ・ソリス                   | 15万件        | TOPRANK            |
| 2006年11月18日 | マニー・パッキャオ vs. エリック・モラレス III           | 36万件        | HBO                |
| 2006年7月2日   | マニー・パッキャオ vs. オスカー・ラリオス               | 12万件        | TOPRANK            |
| 2006年1月21日  | マニー・パッキャオ vs. エリック・モラレス II            | 35.5万件      | HBO                |
| 2005年3月19日  | マニー・パッキャオ vs. エリック・モラレス I             | 35万件        | HBO                |

## バスケットボール
- バスケットボールが非常に好きであるが、2013年11月23日のブランドン・リオス戦の2ヶ月前にはバスケットーボールのプレイ中に足首を負傷するなど、怪我をしてボクシングに支障をきたすことがあるため、トレーナーのフレディ・ローチはパッキャオがバスケットボールをプレイすることに反対していた[87]。
- 2014年からフィリピンプロバスケットボールリーグ（PBA）で選手としてプレイしていたが、試合でミスを連発し活躍できなかった。このため「パッキャオはボクシング以外の才能は無い」「コートに居場所はない」等の批判を浴びて、アマチュア・バスケットボールリーグの元コミッショナーを務めた人物からは、「パッキャオはバスケットボールの素質がない」「パッキャオはとても無邪気で、自分はできると思い込んでしまうのです。ジョークの種にされたければ、させておけばいいでしょう」と批判された[290]。

2014年6月、PBAの新チーム「起亜ソレント」のヘッドコーチに就任したことを発表した。
2014年8月にドラフト11巡目で同チームから指名され、選手としても契約、PBA史上で最も背が低く、最も年をとったルーキーとなった。
2014年10月4日、プレシーズンマッチでPBAに初出場。10分間のプレイで1得点、1リバウンドを記録した。
2014年10月19日、開幕戦にシューティングガードとして先発出場するが、2つのターンオーバーに1つのファウルとミスを連発し、精彩を欠いた公式戦デビューとなった。ボクシングでクリス・アルギエリとの対戦が1ヶ月後に控えていたことから、トレーナーのフレディ・ローチは怪我の心配をしたが、しぶしぶ開幕戦限定で出場を了承していた。
クリス・アルギエリ戦から10日後の2014年12月3日に早くもPBAの試合に選手として出場した。
2018年、バスケットボール引退を発表。現役中の3シーズンの間に試合に出場したのはわずか10試合だけだった。
2019年、フィリピンのセミプロリーグ「マハリカ・フィリピン・バスケットボールリーグ」を創立した。

### シーズン成績
| シーズン     | チーム                       | GP | GS | MPG | FG%  | 3P%  | FT%  | RPG | APG | SPG | BPG | TO | PPG |
| ------------ | ---------------------------- | -- | -- | --- | ---- | ---- | ---- | --- | --- | --- | --- | -- | --- |
| 2014-15      | 起亜ソレント                 | 4  | n  | 6.1 | .000 | .000 | .500 | .5  | .3  | .0  | .0  | n  | .3  |
| 2015–16      | マヒンドラ・エンフォーサー   | 5  | n  | 5.3 | .200 | .250 | .500 | .4  | .2  | .0  | .0  | n  | 1.2 |
| 2016–17      | マヒンドラ・フラッドバスター | 1  | n  | 8.6 | .750 | .000 | .000 | 1.0 | .0  | .0  | .0  | n  | 6.0 |
| キャリア合計 | キャリア合計                 | 10 | n  | 5.9 | .125 | .125 | .400 | .5  | .2  | .0  | .0  | n  | 1.3 |

## 俳優としての経歴
パッキャオはフィリピンのテレビ局ABS-CBNの番組やフィリピン映画のエキストラとして俳優の経歴を始めた。
2005年12月、初の主演映画「Licensed Fist」 が公開。
2008年、主演映画「Son of Commander」が公開、映画評論家に酷評され、商業的にも失敗した。
2009年12月25日、主演を務めたヒーローものコメディ映画「Wapakman」が公開、しかし前作同様、商業的には成功しなかった。
2012年5月18日、初のハリウッド映画「Brass Knuckles」 の撮影に入ることが報道される、パッキャオは悪役を演じ、格闘家のエクトル・エチャバリア、リョート・マチダ、アンデウソン・シウバ、フランク・ミアらと共演予定。
2015年に自身の幼少期から最初の世界王者になるまでを描いた映画『キッド・クラフ〜少年パッキャオ』（原題：Kid Kulafu）が公開され、第28回東京国際映画祭のフィリピン映画特集「CROSSCUT ASIA」部門に出品された。
2024年7月26日、日本・フィリピン合作映画『DitO』が公開され、ガブリエル役で特別出演した。

## 政治家としての経歴

### 2007年の選挙
2007年2月12日、パッキャオが2007年5月の統一選挙で下院議員選に自由党の候補者として南コタバト州地区1区から立候補することを正式に発表。アロヨ政権の支援者として知られていたパッキャオに、地元と中央政府をつなぐ橋渡し役になって欲しいと期待したジェネラル・サントスの役人に説得された上での立候補だとパッキャオは出馬理由を語った。しかしパッキャオは現職のダーリーン・アントニオ・クストディオに大差で敗れた。敗因について、アロヨ大統領との親密さがかえってマイナスに働き、パッキャオがボクサーでいることを望んだファンがいためだと話す地元の政治通もいた。
| 候補者                               | 得票                      |
| ------------------------------------ | ------------------------- |
| ダーリーン・アントニオ・クストディオ | 139,061票（得票率64.49%） |
| マニー・パッキャオ                   | 75,908票（得票率35.51%）  |

### 2010年の選挙
2009年11月21日、パッキャオは2010年5月の統一選挙で下院議員選に再び立候補することを発表、今回は自身の政党を立ち上げ国民党と連立を組み、ジンキー夫人の地元サランガニ州地区へ鞍替えしての出馬となった。
2010年5月13日、経済的にも政治的にも強い基盤を持ち、30年以上この地区の政権を支配していたチオンビアン一族出身のロイ・チオンビアンに圧勝、サランガニ州地区の下院議員に当選した。
| 候補者             | 得票                      |
| ------------------ | ------------------------- |
| マニー・パッキャオ | 120,052票（得票率66.35%） |
| ロイ・チオンビアン | 60,899票（得票率33.65%）  |

2010年6月19日、テレビの対談でベニグノ・アキノ3世の代弁人を務めるエドウィン氏にゼネラル・サントス市サラングガニの低価住宅建設計画を説明、ユニークな計画だとの回答を得たが、アキノ3世の在籍する自由党からパッキャオが離党したことにエドウィン氏は懸念を示した。6月28日、パッキャオは国民党所属として当選していたが、選挙公約の事業を円滑に履行するため国民党を離党して自由党に入党したことを記者会見で発表した。

### 2013年の選挙
2012年4月16日、2013年5月の統一選挙に備え、自由党からPDPラバン党へ鞍替え。なお、フィリピンの政治では政党政治が流動的であり、党籍変更は珍しくない。
2013年5月、対抗馬が出馬せず選挙区唯一の候補者となったパッキャオは2期目の当選を果たした。サランガニ州副知事選に出馬した妻のジンキーも当選を果たしたが、実弟のロヘリオは南コタバト州下院議員選で落選した。
| 候補者             | 得票      |
| ------------------ | --------- |
| マニー・パッキャオ | 144,926票 |
| 無効票/反対票      | 47,085票  |

2013年10月、兄弟のロヘリオがバランガイ議長として当選、兄弟のボビー・パッキャオが別の地区のバランガイ議員として当選、ボビーの妻のローレライはバランガイ議長として再選を果たした。しかしパッキャオの知名度を頼りに一族を次々に政治家へ転進させている動きに対して批判があがった。
前リング・マガジン編集長のナイジェル・コリンズはコラムでパッキャオは2010年の選挙で660万ドル、2013年の選挙で200万ドル以上の選挙対策費用を使っており、また数多くの市民が常にパッキャオへ助けを求めて殺到しているため、政治活動はパッキャオにとって最も大きい出費の一つになっていると指摘した。

### 2016年の選挙
2016年5月19日、上院選挙（改選数12）に出馬し、7番目の得票数で当選を果たした。
| 順位  | 候補者             | 得票                         |
| ----- | ------------------ | ---------------------------- |
| 7番目 | マニー・パッキャオ | 16,050,546票（得票率35.67%） |

大統領ロドリゴ・ドゥテルテの熱心な支持者として知られており、ドゥテルテ大統領の掲げる死刑制度復活には、「政府が罰する時、それは独立した行為ではなく、神にも承認されている。聖書にもそう書かれている」と合法的で道徳的であると述べ、死刑制度に賛成の立場を示し。ドゥテルテ大統領がアメリカのオバマ大統領に対して「このくそったれが」とののしり首脳会談が中止になった際にも、「大統領は発言について謝罪をした。大統領は時々人々が好まない発言をするが、私は常に大統領を支持している」と支持を表明。ドゥテルテ大統領が「麻薬撲滅戦争」を掲げ、麻薬犯罪者の超法規的殺人を容認、国内で警察官や自警団、一般市民による麻薬犯罪者や麻薬常習者の超法規的殺人が横行していることについても、「もちろん支持している。我々はフィリピン国内の麻薬全てを阻止したい。我々は麻薬と真剣に戦っている。フィリピンの批判をするのは容易だが、麻薬と戦うのは容易では無いんだ」と超法規的殺人を支持する発言をしている。

### 2022年の大統領選挙

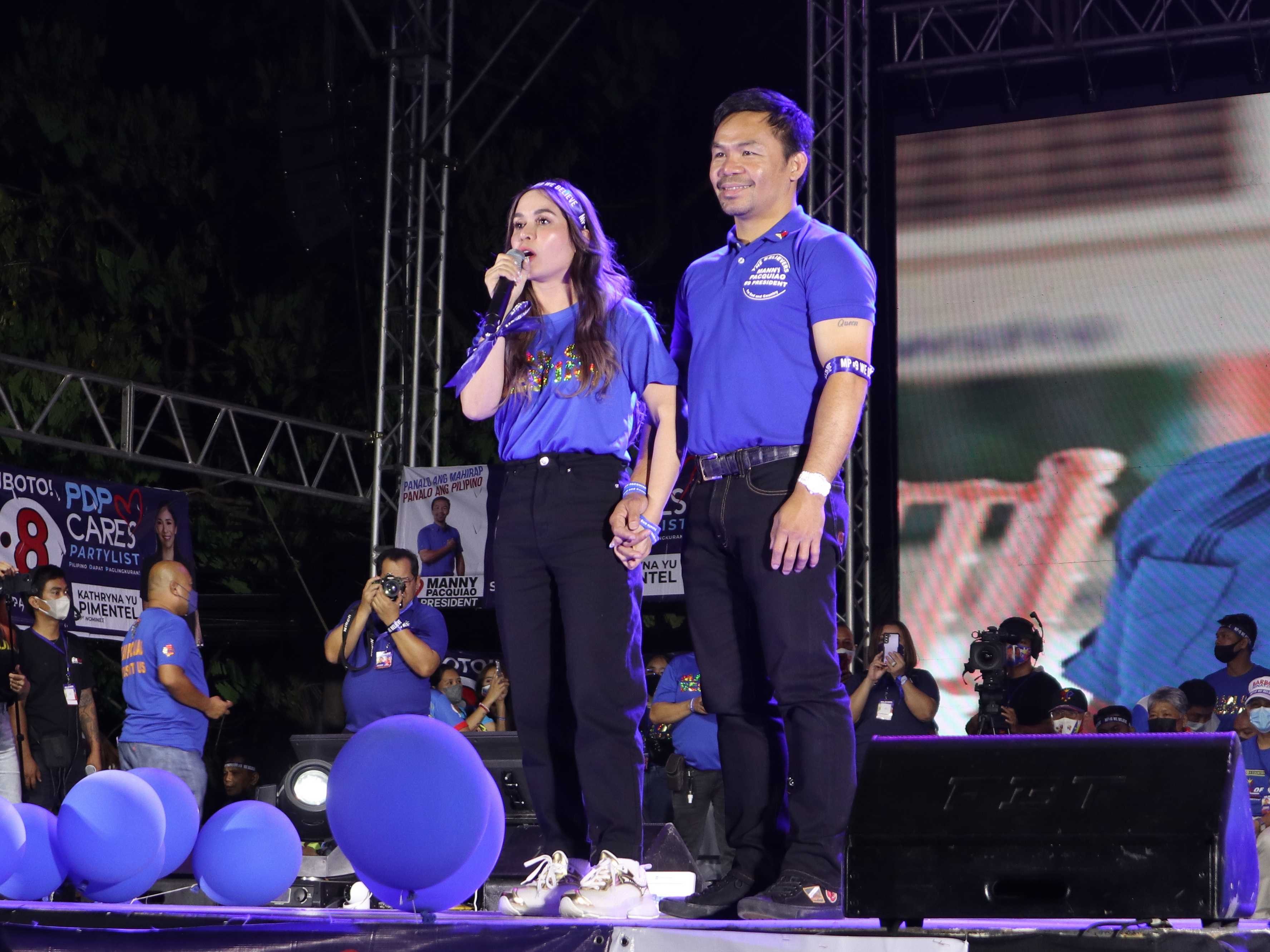
大統領選挙に出馬したパッキャオと、サポートする妻ジンキー（2022年）

2021年9月19日、同じ与党PDPラバン内の現職のロドリゴ・ドゥテルテ大統領と対立するグループの大統領候補指名を受諾する形で2022年の大統領選挙への出馬を発表した。元々パッキャオはドゥテルテ大統領の後継候補とも言われていたが、最近はドゥテルテ大統領と対立していた。
2022年5月9日、フィリピン大統領選において落選した。3位に入るも得票率は6.81%で、当選したボンボン・マルコスに大差をつけられる大敗だった。
| 順位  | 候補者             | 得票                         |
| ----- | ------------------ | ---------------------------- |
| 当選  | ボンボン・マルコス | 31,629,783票（得票率58.77%） |
| 2番目 | レニー・ロブレド   | 15,035,773票（得票率27.94%） |
| 3番目 | マニー・パッキャオ | 3,663,113票（得票率6.81%）   |

### 低い議会出席日数への批判
パッキャオは議会への出席率が低いため批判の声がある。2011年は59議会のうち出席日数はわずか27日で欠席日数は32日にもなった、全議員285人中、下から4番目に低い出席率であった。2014年に至っては70議会のうちわずか4日の出席で、議会出席回数の最も低い議員となった。上院議員となってからも、2018年7月から2019年6月までの間に12日欠席し、最も欠席日数が多い上院議員として発表された。

## 人物・エピソード

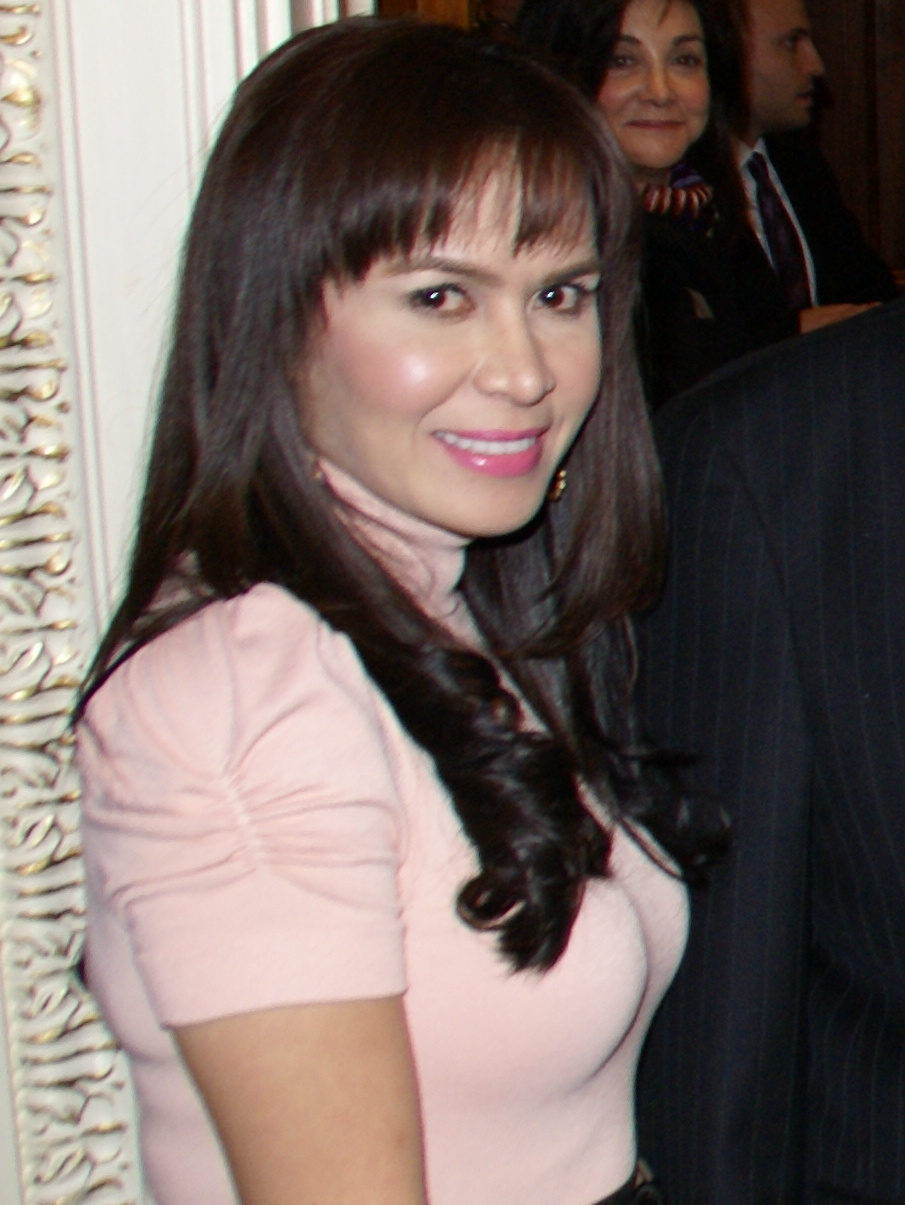
妻ジンキー（2011年） サランガニ州の副知事を務めた経歴がある

- 1999年にジンキー夫人と結婚、3人の息子と2人の娘がいる[324]。
- アメリカで名前が売れ始めたばかりだったホルヘ・エリセール・フリオ戦ではマイケル・バッファーに「The Destroyer（破壊者）」というニックネームでコールされたが、その後、コンピューターゲームのパックマンにひっかけて「Pac-Man（パックマン）」というニックネームが定着した。また、メキシコ系のボクサー達を次々と倒したことから「The Mexicutioner（Mexican と executioner を合わせた造語。メキシカンを処刑する者の意）」とも呼ばれた[325]。本人は「それは私だからということではない。私の階級にたまたまメキシコ人がたくさんいただけだ。そんなふうに呼ばないで欲しい」とデ・ラ・ホーヤ戦の前日会見でコメントしている[326]。
- フィリピンでのニックネームは「Ang Pambansang Kamao（アン・パンバンサン・カマオ）略してBansang Kamao(バンサン・カマオ)」タガログ語Wikipedia 参照[327]。「国の拳」という意味。
- ビリヤードの腕前はプロレベルで、ビリヤード専門誌CUE'S（キューズ）2010年4月号（Vol.128）の表紙にもなっている。自国ではビリヤード店の経営もしている
- 2008年12月、アティー・アチィエンサ環境天然資源相が2009年度予算の上院審議をすっぽかして、ラスベガスにパッキャオ対デラホーヤの応援に駆けつけた。アチィエンサは「パッキャオ選手の応援は予算と同じくらい重要だ」と答弁をして話題になった[328]
- 北京オリンピックの開会式では、オリンピック不出場にもかかわらず、フィリピン選手団の旗手を務めた。
- 弟のボビー・パッキャオもプロボクサー。
- セレス小林は日本フライ級王者時代に同じクラスのWBC世界王者たるパッキャオとの対戦のオファーが届いたが、パッキャオの試合映像を見たセレスが「こんな怪物に勝てるわけがない」と言って拒否したため、実現しなかった。
- ミンダナオ島ではフィリピン国軍とイスラーム反政府組織による紛争が起きているが、パッキャオの試合が行われる度に「皆でパッキャオを応援するべきだ」という理由で双方が戦闘を見合わせて、テレビの前でパッキャオを応援していることが話題になった[5][329]。
- 歌手デビューもしている。
- 『タイム誌』の2009年版「The World's Most Influential People（世界で最も影響力のある人物100人）」の「Heroes & Icons（英雄と象徴）」部門に選出され、元世界ヘビー級王者レノックス・ルイスは「パッキャオは世界最高のボクサーで、パウンド・フォー・パウンド最強だ。いずれフィリピンの大統領になるだろう」と紹介している[330]。
- 2017年5月、ESPNは世界で最も有名なアスリート100人を発表し、59位に選出された。フィリピン人では唯一トップ100にランクインした[331]。
- 2019年9月1日、独自の仮想通貨「パック」を発表。「パック」は、シンガポールの仮想通貨取引所「グローバル・クリプト・オファリング・エクスチェンジ（GCOX）」に上場される[332]。
- カトリックとして育ったが、現在は福音派プロテスタントを信仰し、集会などを開き福音派プロテスタントの伝道活動もしている。

## トラブル
2011年頃からパッキャオの飲酒、浮気癖、ギャンブル癖が酷くなり、朝方まで酒を呑み遊び回っては起床が昼過ぎになることが多くなっていった。生活が荒んだのはフィリピンだけではなく、アメリカでの最終キャンプ用に借りていたロサンゼルスのアパートでも、多すぎる取り巻き達が飲酒に喫煙、ギャンブルに喧嘩と大学の男子寄宿舎のような状態で、とても練習に集中できる環境になかった。パッキャオ自身もギャンブルで大金を使い込みボブ・アラムに200万ドルものファイトマネーの前借りを頼み込むありさま。2011年11月のマルケスとの試合当日には、ついにパッキャオの浮気癖に堪忍袋の緒が切れたジンキー夫人がホテルの部屋に立てこもり、会場に来るよう説得しに来たパッキャオと言い争いになってしまい、そのためパッキャオは会場入りが大幅に遅れた。試合は無事に勝利したが、このままではいけないと考えたパッキャオは、複数台所有していた携帯電話を全て手放し、パスワードのかけられない携帯電話1台のみを所有するなど、夫人に今までの許しを請い関係修復に務めた。夫人の勧めで聖書の勉強会へ頻繁に通うようになったパッキャオに心境の変化が現れるようになり、それまでの信仰していたフィリピンで多数派のカトリックから米国の福音派教会（プロテスタントの一派）に改宗したのをきっかけに、フィリピンに所有していたカジノ、ナイトクラブ、レストラン、ビリヤードバーを売却、ギャンブル用に飼っていた1000羽以上の闘鶏を友人に譲り、サランガニ州にあった広大な飼育農場も売却した。また取り巻きグループからギャンブラーと酒飲みを解雇、ロサンゼルスのアパートでパーティーが開かれることは無くなった。

### 税金滞納問題
2013年11月28日、パッキャオが2008年と2009年の税金の支払いを金利を含め22億ペソ(50億円以上)滞納しているとして、フィリピンの内国歳入庁はパッキャオが高級住宅地フォルベス・パーク内に所有する豪邸を差し押さえ、パッキャオの銀行22口座のうち、2口座を凍結したことを公表した。パッキャオはその年の税金はアメリカで納税したと主張したが、内国歳入庁はアメリカ国税庁（IRS）が発行する納税証明書を提出することでアメリカで納税したことを証明するよう要求した。
2013年12月、アメリカ国税庁（IRS）がパッキャオがアメリカでも、2006年〜2010年の間に総計1830万ドル(19億円以上)以上の税金を滞納していることを公表した。
2022年10月8日、2008年と2009年に米国で行った試合で得た収入分の税金22億ペソ（当時約51億円）超の支払い義務があるとして、2012年にフィリピン内国歳入局（BIR）から訴えられた裁判で、租税控訴裁判所がパッキャオに対する訴えを退け、パッキャオが勝訴した。

### 同性愛者への差別発言
2016年2月16日、上院議員選挙で当選を狙い、選挙運動の一環として地元テレビ局に出演したインタビューで「そんなのは常識だ。動物が同性同士で交尾しているのを見たことがあるか？　雌雄の区別がつくんだから、動物の方が人間よりましだ。男が男と、女が女とやるなんて動物以下だ」と発言した。発言は猛烈な批判を浴び、翌日17日になってパッキャオはインスタグラムへ動画を投稿し「同性愛者の人々を動物と比較したことを申し訳なく思っている。私の発言で傷つけてしまった人々に許しを請いたい」と、腕組みをしてカメラに向かって語り掛け、同性愛者を非難したつもりはなく、保守的なキリスト教の信仰の立場から話をしたと釈明した。しかし同日、差別発言を重く見たスポーツ用品ブランドのナイキはパッキャオとの契約を打ち切ることを発表した。パッキャオは謝罪はしたものの「私の間違いは人と動物を比較したことだけで、話が真実であることは分かっているはず。私は聖書が述べていることを話しているだけだ」として自身の正当性を訴え発言の撤回を拒否し、ナイキの契約解除から数時間後に聖書のレビ記から引用した一文『男がもし、女と寝るように男と寝るなら、二人は忌みきらうべきことをしたのである。彼らは死刑に処されなければならない。その血は彼らの上に帰るのだから。』をインスタグラムへ投稿して物議を醸した。この差別発言の余波で、ロサンゼルスの商業施設「ザ・グローブ」からは出入り禁止を通達されるが、パッキャオは2012年にも同じ一文を引用して物議を醸し、同施設から同じ処遇を受けたことがあった。

## 日本での活動
- 2012年（平成24年）6月より日本国内にて「一般社団法人マニー・パッキャオワールドスポーツ機構」[345] をスタートさせ自らも理事として参加。
- プライベートでも親交のある元プロボクサー縣祥浩とライセンス契約をし、MPプロモーションジャパン株式会社が運営を行うフィリピン国外初となるパッキャオのフィットネスジム「PACQUIAO GYM TOKYO JAPAN」（パッキャオジム　トーキョージャパン）を設立し、2016年11月25日に原宿の同ジムにてジム設立記者会見を行い、当時WBO世界スーパーフライ級王者だった井上尚弥も駆けつけた[346]。
- 2016年11月26日には日本外国特派員協会に招かれた記者会見にも出席した。
- 2018年9月14日、MTGと契約して、都内で開かれた同社の新商品発表会に出席し、トレーニングギア「SIXPAD（シックスパッド）」のアスリートサポートパートナーに就任することが発表された[347][348]。
- 2022年5月22日にアーティストマネジメント業のH3がマニー・パッキャオ ファンデーションと共催で「マニー・パッキャオ チャリティマラソン 栃木 2022」と音楽ライブを栃木県栃木市の岩舟総合運動公園で開催。パッキャオも来日して参加者とともにマラソンコースを走った[349][350][351][352]。

### 映像資料
1. ↑  esnews boxing video. YouTube. 2010年11月9日. 2013年12月26日閲覧.
2. ↑  FREDDIE ROACH KICKED! by ALEX ARIZA in BRANDON RIOS CAMP (乱闘騒動). YouTube. 2013年11月19日. 2014年1月4日閲覧.
3. ↑  Freddie Roach fight with Brandon Rios' camp in Macau (乱闘騒動). YouTube. 2013年11月19日. 2014年1月4日閲覧.